# コンボイ (トランスフォーマー)

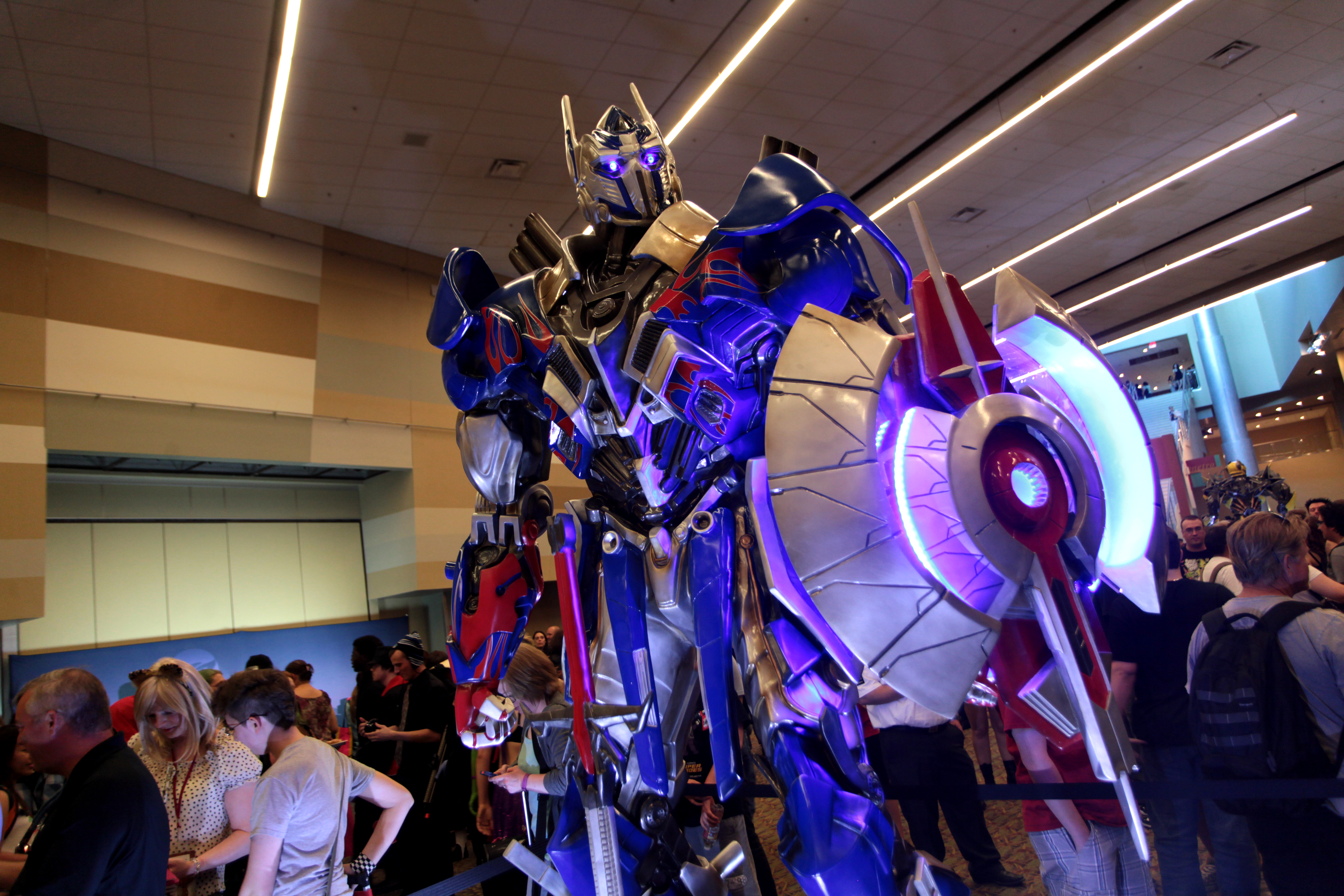
2014年に米国アリゾナ州で開催されたコミコンイベントでの立像

コンボイ（Convoy）は、『トランスフォーマー』シリーズの日本展開で頻繁に登場する人物名または称号。「コンボイ」は日本における名称であり、英語名はオプティマスプライム（Optimus Prime）。2007年公開の映画『トランスフォーマー』以降は、日本でも欧米と同じく「オプティマスプライム」に統一された。
シリーズ初登場は『戦え!超ロボット生命体トランスフォーマー』。その後も、ロディマスコンボイのような名を冠する例外はあるものの、コンボイは初代コンボイを指す名前として用いられていた。しかし、初代トランスフォーマーから続くストーリー設定を一新した『ビーストウォーズ 超生命体トランスフォーマー』にて新たにコンボイの名を持つトランスフォーマーが登場する。さらにその次回作である『ビーストウォーズII 超生命体トランスフォーマー』では複数のコンボイが登場し、コンボイは一定以上の地位にあるトランスフォーマーが名に冠する称号としても扱われるようになり、その後のシリーズでもコンボイの名を冠するトランスフォーマーが多く登場している。そのため、海外展開において総司令官の称号として用いられているプライム（Prime）に似た用語として捉えられることもある。
単にコンボイと呼ぶ場合は、基本的にG1（初代）に登場したコンボイを指している場合が多いが、『ビーストウォーズ』、『マイクロン伝説』のコンボイも日本名では単に「コンボイ」となっている。なお、『ビーストウォーズ』に登場するコンボイの英名はオプティマスプライマル（Optimus Primal）となっている。海外ではConvoyという日本名こそ知られているものの、キャラクター名としては滅多に用いられていない。『初代ビーストウォーズ』のコンボイ（通称ビーストコンボイ、ゴリラコンボイ）は日米共に初代コンボイ（G1コンボイ）とは別人。続編にあたる『メタルス』の劇中にて初代コンボイ（G1コンボイ）と競演している。米版の名前は司令官のあやかりとしてプライマル（書籍『ビーストウォーズ ユニバース』では“原始の”と訳され「“Animal”の韻も踏んでいると思われる」と紹介されている）としている。日本版もあやかり的にコンボイと名乗る。

## コンボイ（オプティマスプライム）の一覧

### コンボイ（Convoy / Optimus Prime）
『戦え!超ロボット生命体トランスフォーマー』を始めとする『初代』、『ジェネレーション1』と呼ばれる作品群に登場するコンボイ。フレイトライナーCOEをモチーフにしたトレーラーのキャブオーバー型牽引車に変形する本体、荷台のコンテナと台車部分からなる被牽引車に変形する移動基地「コンバットデッキ」、コンテナ内に格納されている自律小型車「ローラー」の3つのコンポーネントから成る。なお、コンテナは切り離された後、特別な信号が出て基地に瞬間移動する。その場に残る描写もあり、残った場合は他のサイバトロン戦士に牽引させることも可能。ビークルモードに変形すると忽然と現れ牽引状態になるため、コンボイ自身がキャブ部のみで走り回るということはまずない。また、コンボイの受けたダメージはコンテナにも及び、逆もまたしかりとされている。
他の作品のコンボイと区別する際には初代コンボイ、またはG1コンボイと呼ばれる。英語版ではピーター・カレン、日本語版では玄田哲章がほとんどの作品で声を担当した。ただし、英語版と日本語版では演技に差があり。英語版では冷静沈着な性格なのに対し日本語版では熱血漢のあるアグレッシブなキャラクターとなっている。
歴代のコンボイやオプティマスプライム（コンボイ）の中でも転生した回数がトップクラスに多い。トランスフォーマー (架空の生物)#転生も参照。

#### 生い立ち〜エネルギー探索まで
アニメに於けるコンボイは、元はサイバトロンのエネルギー集積所で働く若者オライオンパックス（Orion Pax）だった。彼は900万年前にデストロンの襲撃に遭い、恋人のエイリアルともども瀕死の重傷を負う。だが、長老アルファートリンに改造され一命を取り留め、コンボイとして生まれ変わった（『初代トランスフォーマー』第60話「ひきおこされた戦争」）。この際に瀕死の重傷を負った彼をアルファートリンの元に運び込んだ者たちが、遥か未来にコンボイ自身の発案によって誕生した者たちだったことを、当時の彼は知る由もなかった。
その後、サイバトロン総司令官としてデストロンとの戦いに挑み、奪われた領土の回復に重要な役割を果たした。セイバートロン星のエネルギー危機が深刻化した400万年前、彼はサイバトロンの有志を率いて外宇宙へのエネルギー探索に出発した（第1話「地球への道」）。
なお、セイバートロン星当時の彼の活躍はコミックシリーズ『Transformers The War Within』でも描かれているが、ドリームウェーブ版の世界観はマーベルコミック版とアニメ版とは設定が異なるため、『Transformers The War Within』ではオライオンパックス（Orion Pax）ではなくオプトロニックス（Optronix）として登場している。

#### 地球での戦い
この時期は、『戦え!超ロボット生命体トランスフォーマー』で描かれた。
400万年前に地球に不時着、機能停止した両陣営のトランスフォーマーたちだったが、1985年（海外版では1984年）に火山の噴火のショックで宇宙船の機能が回復。生命再生装置によりトランスフォーマーたちは復活を遂げた。惑星のいたるところに存在するエネルギーを蓄えられた物体の姿を借りることで、トランスフォーム後の姿はセイバートロンモードから地球モードへと変わった。コンボイがトレーラートラックに変形するのもそのためである。
だが、先に再生したのはデストロンだった。そのため、サイバトロンの行動はデストロンの行動を阻止する方向となった。そんな中、海底油田基地を襲撃したデストロンの迎撃に向かったことから、そこで働いていたスパークプラグ・ウィットウィッキーとその息子スパイクという、地球での仲間を得ることとなった。その後も、スパイクの友人であるチップ・チェイス、スパイクが知り合った女子大生カーリーといった仲間を増やしていくこととなる。
なお、米国のIDW Publishingのコミック『TRANSFORMERS EVOLUTIONS HEARTS OF STEEL』の世界観では、産業革命後の時代に蘇生していたという設定において活躍が描かれている。ここでのコンボイの変形後の姿は、その時代の蒸気機関車の姿を借りたものとなっている。

#### コンボイ（オプティマスプライム）の死とその周辺状況
戦況が悪化し、遂にセイバートロン星が完全にデストロンの占領下に置かれた2005年、デストロンの襲撃にさらされている地球のサイバトロンシティを救出するために、増援を引き連れてセイバートロンの月から地球に降下したコンボイ（Convoy / Optimus Prime）は、メガトロン（Megatron）と一騎討ちを行い、これを退けたが、そのときに受けた傷が元で一時的に息を引き取った（『ザ・ムービー』）。
日本では、諸事情で『ザ・ムービー』を上映せずに『戦え!超ロボット生命体トランスフォーマー2010』を放映することとなったため、なぜコンボイが死んだのかが謎となった。この状況に、タカラは「コンボイが死んだ!」キャンペーンを実行し、ファンの混乱を抑えようとした。キャンペーンの一環として放送されたテレビコマーシャルは特撮プロップを使用した実写で製作されている。さらに、同時期に実施されていたテレホンサービスでも、「君たちがこの声を聞いているときには、私はもう存在しないだろう」という遺書めいたメッセージを発している。コンボイの死の謎をテーマとしたファミコンソフト『トランスフォーマー コンボイの謎』が発売されたのもこの時期である。
1989年に『ザ・ムービー』が日本で上映され、コンボイの死の真相が明らかになったのは、『2010』が放映されてから実に3年の年月が過ぎたことだった。

#### その後のコンボイ（オプティマスプライム）
その後の彼の足取りは日本版と海外版で異なるものとなっている。
日本展開『トランスフォーマー キスぷれ』ではユニクロン戦争後、その遺体はE.D.C.によって日本へ移送され、その道中の事件において人造トランスフォーマー「オートルーパー」とのパラサイテック融合を果たし蘇生を果たす。ダッジラムSRT-10へのトランスフォーム能力を得たコンボイ feat.ダッジ・ラム（Convoy）として「サーフブレード」と呼ばれる剣を使い、E.D.C.オートルーパー隊や未知のトランスフォーマー群「レギオン」と戦った。コンボイを止めようとするホットロディマスとも拳を交える。再生したガルバトロンとの戦いで自らを犠牲とし再び深い眠りに就いた。
その後は『2010』へと続くが、『2010』の物語は日本版では2010年だが、海外版では2006年という設定である。
アイアンハイドら戦死した仲間と共に葬られたコンボイだが、2010年にその墓がクインテッサ星人によって暴かれ、遺体はゾンビにされ、サイバトロン絶滅作戦に利用されてしまう。しかし、その途中にコンボイとしての意識によってサイバトロン戦士たちを危機から救い、自身は行方不明となる（『2010』第8話「コンボイの影」）。その後、遺体は宇宙空間を漂っているところをトランスフォーマーを憎悪する地球人科学者グレゴリーにより発見され、宇宙ペスト散布に利用されたが、スカイリンクスに脅されたクインテッサ星人の手により復活を果たし、際限なく蔓延する宇宙ペストをマトリクスによって根絶させた。これにはデストロンの新破壊大帝ガルバトロンも敬意を払い、握手を求めた（『2010』第31話「コンボイの復活 PartI」と第32話「コンボイの復活 PartII」）。
その後は再び日本版と海外版では異なる独自の展開となっている。
日本版の『トランスフォーマー ザ☆ヘッドマスターズ』では再び絶命した後、玩具展開で復活し、『トランスフォーマー G-2』へと繋がる。海外版では存命のまま姿を変えていき、『G-2』へと展開した。
日本版
『ザ☆ヘッドマスターズ』において、セイバートロン星の超コンピューター「ベクターシグマ」の異常を止めるため、コンボイは自らのエネルギーを開放する。その結果、ベクターシグマの回復に成功したものの、その代償としてコンボイ自身は再び命を落としてしまった。
その後、雑誌展開の『トランスフォーマー リターン・オブ・コンボイ』にてスターコンボイ（Star Convoy）として復活し、時同じくスーパーメガトロン（Super Megatron）として復活したメガトロン（Megatron）と死闘を演じた。このボディは後続作品である『G-2』の序盤で今までのボディに戻っている。
マルチバース（パラレルワールド）に当たる『トランスフォーマー ギャラクシーフォース』の第33話において、スペースブリッジ計画を語るプライマスのヴィジョンの中にその姿を確認できる。
海外版
『トランスフォーマー ザ・リバース』以降も引き続き総司令官を務める。その後玩具シリーズにおいて、パワーマスター（日本ではゴッドマスター）やアクションマスターとして幾多の形態変化を繰り返しながら登場している。

#### G-2以降
そして、日本版の『トランスフォーマー G-2』では、遂にメガトロン（Megatron）と停戦協定を結び「セイバートロン連合」を結成するまでに至ったが、誤解により生じた地球人によるデストロン兵士殺害の報告を受けたメガトロン（Megatron）は協定の破棄と地球への侵攻を決断。コンボイ（Convoy / Optimus Prime）はパワーアップしたメガトロン（Megatron）に対抗すべく、自走ミサイルランチャーに変形するコンボイ・ミサイルトレーラー（Optimus Prime / Combat Hero Optimus Prime）へと姿を変え、これを迎え撃った。コンボイ（Convoy / Optimus Prime）はメガトロン（Megatron）とマートン星雲第17区にて対決し、一度は敗れ去ったが、その時マトリクスによって肉体が再構成され、大型タンクローリーに変形するバトルコンボイ（Laser Optimus Prime / Battle Convoy）に生まれ変わり、再びメガトロン（Megatron）との決着をつけるべく死地に赴いた。
物語開始直前のプロローグとして、デストロンとセイバートロン連合を組んでいた時期でメガトロン（Megatron）と共に並ぶイラストも描かれている。『キスぷれ』のラジオドラマでは、この時の形態はエネルゴンに代わる超エネルギー「ニュークリオン」の力によって変形不可能になる代わりに能力が強化される「アクションマスター」と解釈されている（姿が海外展開のアクションマスターのものに近いため）。また、『キスぷれ』が展開される前の時期にニュークリオンクエスト・スーパーコンボイ（Super Convoy）というニュークリオンを採取するための形態も設定されており、現在はアクションマスターコンボイ（Action Master Optimus Prime / Action Master Convoy）になる前の姿とされている。ストーリーでは「トランスフォーマージェネレーション2013」に掲載されたコミック『メトロ大戦』にこの姿が初登場している。
海外版の『G-2』期にはこの他にもマトリクスによるリフォーマット時に獲得した別の姿として、ゴーボットと呼ばれる形態も存在する。スピード重視のスポーツカーのビークルモードを持ち、ロボットモードに「口」が存在するという、コンボイとしては異色のデザインだった。玩具は日本販売時も「オプティマスプライム」として正式に発売されるなど、その点でも珍しいアイテムとなっている。また、さらに従来のストーリーとは接点が設定されていない『マシンウォーズ』版なども存在する。
コンボイは『ビーストウォーズ』シリーズに代表される以後の時代においても偉大な伝説的存在として語り継がれており、その時代においても宇宙探索の旅を続けているとされている。

#### 能力
武器はレーザーライフルで、「コンボイガン」とも呼ばれる。ドリームウェーブ・プロダクションズ版コミックには、使用しない際には背中に収納されている様子が描かれている。右腕を「エナジーアックス」と呼ばれる斧状の武器に変形させることも可能。また、手のひらからビームも発射可能。しかし、基本的には素手での肉弾戦を好む。特にメガトロンとの戦闘においては、テックスペック上コンボイがメガトロンよりスピードと耐久力で勝り、火力に劣ることもあって、その傾向が強い。また、車両形態では左右のフロントグリルにビーム砲が仕込まれており（第54話「ブルーティカスの攻撃」）、さらにヘッドライトからビームを出すこともでき、巨体を活かした体当たりも強力な武器である。顔の左側面には無線機能を持ったマイクが仕込まれている（第17話「ナイトバードの影」）。この他、目から光線を発射することも可能。
コンバットデッキには対空砲が搭載され、ビークルモードでもコンテナ上部に露出させることで使用可能となる。コンテナからはアームと金網クレーンも出せる。ローラーは小柄車であることを活かし、相手を撹乱することもあった（第65話「トランスフォームをとめろ!」）。
個人としての戦闘能力はすこぶる高く、作戦立案能力に関しても「マスカレード作戦」などのように彼が立てた作戦の成功率は高い（第61話「マスカレード」）。「私にいい考えがある」と発言した時はエアーボットの指揮官にあえて高所恐怖症のシルバーボルトを任命するなど、部下の処遇などに関することに特に成果があった。反面、部下のハウンドが提案した作戦に助言を与えた際は失敗してしまい（第3話「地球脱出！」）、幸運を計算に入れた作戦を立てるなど、ライバルのメガトロンに比べると劣る部分がある。しかし、利敵行為を行った仲間たちさえも寛大に許したり、自らの危険を顧みずに味方の危機を救おうとするため、仲間からの信頼は厚い。
敵味方問わず、士気に与える影響が非常に大きい。彼が出現すると、サイバトロン戦士は恐怖を忘れ、デストロン兵士は恐怖心を抱き、メガトロンは作戦を大きく狂わされる。サイバトロンでは、デストロン兵士がコンボイに抱く恐怖心を積極的に利用する試みもなされており、そのためにエルデドロイドはコンボイに似せられている。
戦闘中に高所から転落することが多い。特に日本版では、前期オープニングのサビの部分で第2話のダムから転落するシーン、同エピソードのラストシーンでルビークリスタル鉱山の爆発により転落した場面が使用され、『トランスフォーマー アニメイテッド』第5話のミニコーナーでもネタにされている。
大らかで豪快な性格であり、スパイクや仲間たちとバスケットボールに興じることもある（この時ドリブルをトラブルと言い間違えたり、ボールを指で回す芸当を見せた）。また、先にも挙げたように仲間に対する思いは強く、第22話「二人のコンボイ」では、このことが本物のコンボイとクローンコンボイを見分ける決め手となり、第51話「ターゲットはコンボイ」では、自分をおびき寄せるためにサイバトロン戦士たちを弄んだチャムリー卿に怒りを爆発させ、ラストシーンで恐ろしい仕打ちを行っている。一方、戦場では断固とした態度で敵に立ち向かうためか、時折部下に命令する際に口調が強くなることも。
身体をバラバラに分解されても頭部が生きていればテレパシーのようなもので思念を飛ばし、各部品を遠隔コントロールできる。ただし、その部品が別のシステムの支配下に置かれた場合は無効となる。

#### 玩具
最初の玩具は『ダイアクロン』の「バトルコンボイ」を流用したもので、「01」のナンバーを与えられて1985年6月発売。他にメガトロンとのセットである「VSX」が10月に発売、86年11月に『2010』の放送が開始された時期にアラート、リジェ、サイバトロン集合ポスターとセットの「グッドバイコンボイ」が発売され、12月に絶版となった。その後、2000年6月を皮切りに『復刻版』が発売。2002年1月には色がアニメ風になった他マトリクスなど多数の特典を付属した「New Year Special」版が発売。2003年3月には『トランスフォーマー コレクション』にて「00」のナンバーを与えられ、エナジーアックス、ファイルカードのバインダーが付属している。2007年8月には『トランスフォーマー アンコール』にて再び「01」のナンバーを与えられ幾度となく再発売されている。
コンテナは付属のローラーや仲間のオートボット、ミニボットを搭載可能。また、展開することによりコンバットデッキになり、スプリングによるカタパルトギミックを搭載。なお、発売されたものによって拳やレーザーライフル、ローラーの形状が異なる。
アニメに準拠した変形が可能な『マスターピース（MP）』、その小型版『ロボットマスターズ』、極小変形、『ハイブリッドスタイル』、『Transformers Classics』（日本版では『変形!ヘンケイ!』）など、幾度と無くリメイクされている。なお、通販サイトe-HOBBYではコンボイの若き日の姿である「オライオンパックス」が、海外の『TitaniumSeries Transformers』ではコミックシリーズ『Transformers The War With in』で描かれた地球到来以前の姿（セイバートロンモード）が初めて商品化されている。

##### 初代（G1）以降の主な玩具
オライオンパックス / Orion Pax
e-HOBBY SHOP限定で発売された、ターゲットマスター版チャーの色替え。工具が変形するドロイドモジュール・バレルローラーと、ダイオン（ウィーリーの色替え）も付属する。
電動パワー スターコンボイ / Star Convoy
ゾディアックの力で復活したコンボイ。マイクロTFホットロディマスが付属し、スカイギャリーやグランダスとの連結が可能。復刻版ではカラーリングが変更されている。
パワーマスターコンボイ / Powermaster Optimus Prime / Powermaster Convoy
海外販売版。パワーマスターとして生まれ変わったオプティマスプライム（コンボイ）。パートナーはハイ・Q。ジンライの海外版。エイペックスボンバー（ゴッドボンバーの海外名）が付属したPowermaster Optimus Prime with Apex Armorもある。
アクションマスターコンボイ / Action Master Optimus Prime / Action Master Convoy
海外販売版。ニュークリオンでパワーアップしたオプティマスプライム（コンボイ）。アクションマスター自身には変形ギミックはない。
コンボイ・ミサイルトレーラー / Combat Hero Optimus Prime / Combat Hero Convoy
日本版ではマトリクスを持っている設定が加えられている。
バトルコンボイ / Laser Optimus Prime / Battle Convoy
日本版では発光ギミックがオミットされている。『トランスフォーマー カーロボット』で、黒く塗り替えたものがブラックコンボイとして発売。後に発光ギミックが再現された完全版が発売され（同時期の『ビーストウォーズリボーン』にも登場）、白く塗り替えたものが「レーザーウルトラマグナス」としてe-HOBBY SHOP限定で発売。
ニュークリオンクエスト・スーパーコンボイ / Super Convoy
スーパージンライのブラックバージョン。パートナーはハイ・Q。トイザらス限定で発売。
トランスフォーマーガム コンボイ / Convoy
カバヤから発売。組み立て式の軟質プラ樹脂ミニプラモ。『トランスフォーマーガム』も参照。
チョロQロボ コンボイ / Convoy
プルバック走行のキャラクター『チョロQ』。アニメに準拠したカラーリングとメタリックカラーの2種類が発売。ロディマス版もあり。
スタンプボット コンボイタイプ / Convoy
トレーラー部分がスタンプになっているディフォルメ版。
メタルフォースコレクション コンボイ / Convoy
1999年にタイムハウスより発売されたソフビ製フィギュア。通常カラーの他にメタリックカラーも発売された。
MEGASCF コンボイ / MEGASCF Convoy
フル可動フル彩色済みのアクションフィギュア。アニメカラーとメタリックカラーの他に、20世紀おもちゃ博版のバトルダメージVer.も発売されている。
マスターピース コンボイ / Masterpiece Optimus Prime / Masterpiece Convoy
ハイクオリティのコンボイとして発売。塗装変更品としてウルトラマグナスも発売。コンバットデッキもセットになった（ローラーは付属しない）完全版も発売されている。
ロボットマスターズ G1コンボイ / G1 Convoy
通称、技のG1。ブラックバージョンもあり。
ハイブリッドスタイル 初代総司令官コンボイ / Ｔhe First Supreme Commander Convoy
河森正治がデザインを監修。
極小変形トランスフォーマー コンボイ / Convoy
変形可能な縮小版。シリーズ第1弾にラインナップ。
キスぷれ コンボイ feat.ダッジ・ラム×メリッサ / Convoy X Melissa
『キスぷれ』の設定ではユニクロン戦争後に一時的に復活した姿。『ALTERNATORS』の塗装変更品で、ダッジ・ラムに変形する。なお、コンバットデッキとローラーは行方不明という設定。
リボルテック コンボイ / Convoy
海洋堂より発売。山口可動と呼ばれるアクションフィギュア『リボルテック』。フレンドショップ限定の塗装変更品がウルトラマグナスとして発売された。
コンボイ playing iPod speaker / Convoy —playing iPod speaker—
『ミュージックレーベル』シリーズ。トレーラー部がスピーカーになっている。カラーバリエーションもあり。EXILEテーマカラー版も発売されている。
変形!ヘンケイ!トランスフォーマー コンボイ / Convoy
『変形!ヘンケイ!』版。『TRANSFORMERS CLASSICS』版とはカラーリングが異なる個所がある。
ダイヤブロック コンボイ / Convoy
『ダイヤブロック』版コンボイ。差し替えなしで変形が可能。『トランスフォーマー アニメイテッド』版も発売。なお、ダイヤブロック発売元の河田からはさらに後年、寸法を限界まで縮小したブロックであるnanoblockで構成され、赤外線操縦機能を搭載した『nanoblock コンボイ』も発売されている。こちらも組み換えだけで変形可能。
バイナルテック コンボイ feat.ダッジラムSRT10 / Convoy
『Transformers ALTERNATORS』の日本発売版で、『キスぷれ』版の仕様変更品。イベント限定でブラックコンボイが先行販売されている。
EZコレクション コンボイ / Convoy
525円の食玩としてブラインドボックス販売された手のひらサイズのコンボイ。

#### コンボイ以前の総司令官の存在
コンボイはトランスフォーマーシリーズで最初に登場するサイバトロン総司令官であることから、「初代総司令官」として紹介されることも多い。しかし、彼以前にも総司令官がいたとも考えられる。アニメでは、『2010』にてロディマスコンボイがマトリクス内に入り込んだ際、コンボイ以前の6人のマトリクス保有者と出会っている。
ただし、保有者としてウルトラマグナスもカウントされていることから、6人の保有者の中に総司令官「代理」が混ざっている可能性もあり、これをもってコンボイを7代目総司令官と断定することはできない。また、彼らは「指導者」や「リーダー」ではあったかも知れないが、「総司令官」という称号で呼ばれていたのかは不明である。そのため、コンボイが初めて「総司令官」の称号で呼ばれた指導者とすれば、矛盾とはならない。IDW版などの海外コミック版の設定では、ノヴァプライム、ノミナスプライム、センチネルプライム、ゼータプライムといった先代の総司令官が存在する。
また、人気ゆえに主人公と誤解されやすいが、トランスフォーマーシリーズの群像劇という性質上、必ずしも主人公というわけではなく、ほとんど登場しないエピソードも存在する。これはその後の総司令官にも当てはまる。

### コンボイ（ビーストウォーズ版Convoy/Optimus Primal）
『ビーストウォーズ』、およびその続編である『ビーストウォーズメタルス』、『ビーストウォーズリターンズ』に登場するコンボイ。ゴリラに変身する。他作品のコンボイと区別する際にはビーストコンボイやゴリラコンボイと呼ばれることもある。
英語版の声はゲイリー・チョーク。日本語版では子安武人が担当している。若く経験不足なせいか無茶をしがちなため、仲間たちから「ムチャゴリラ」と呼ばれることもあり、ゴリラゆえにバナナを好物としている。
初代コンボイ（G1コンボイ）に次いで転生を繰り返したコンボイでもある。トランスフォーマー (架空の生物)#転生も参照。

#### 能力・性格（ビーストウォーズ版）
初代コンボイと同じ名を持つが、全軍の総司令官ではなく、一部隊の司令官であり、惑星探査船アクサロンの艦長を務める。日本版ではエネルゴンマトリクスを持つ司令官と設定されている。年も若く、指揮官としても荒削りだが、仲間との強い絆を武器に敢然とデストロンやエイリアンといった強敵に立ち向かう。ロボットモードでは背中のバーニアで飛行可能。日本語版では「コンボイジェット」と呼ぶ。
ビーストウォーズメタルス（メタルスコンボイ・パワードコンボイ）
前作の最終回および劇場版『激突!ビースト戦士』の終盤により、メガトロンの陰謀で一度はボディを破壊されたが、ライノックスの働きによってスパークがプロトフォームに移植されメタルスコンボイ / Metals Convoyに進化した。メタルスではロボットモードが以前の飛行能力を持たない代わりにビークルモードが追加された。さらには太古の地球に休眠状態だった初代コンボイを救う過程で、初代コンボイ（G1コンボイ）のスパークの力の影響によりメタルスパワードコンボイ / Powered Convoy / Optimal Optimusへとさらなる進化を遂げた。パワードは体型も巨大化し、ビーストモードの他にジェットモード、タンクモードの四段変形ができる。声優のアドリブが暴走気味な日本語版ではタカラ（現・タカラトミー）の要望で、声を担当した子安はアドリブを比較的セーブされていたことからツッコミに回ることが多かった。
ビーストウォーズリターンズ
セイバートロン星を汚染していたウイルスの影響でメタルス以前のビーストモードに戻されたコンボイは、オラクルのリフォーマットによって新たなテクノオーガニックボディを獲得している。しかし、今まで初代コンボイに準じたデザインだった頭部が別キャラクターとしても通用するほど一切コンボイの意匠のないデザインになり、当のコンボイ本人もこのことを非常に気にしている。第14話のオープニングで「名前を逆さにして言ってみよう」という企画をやって以降、「イボンコ」と呼ばれいじられることもしばしば『ロボットマスターズ』の公式サイトでの名はリターンズコンボイ。
ビーストウォーズリボーン
『リターンズ』の日本版での続編で、『ビーストウォーズ』10周年を記念して『フィギュア王』にて連載された。『トランスフォーマー ギャラクシーフォース』の世界で何者かにメガトロンと共に蘇らされた。最初の姿で蘇り、テレビ本編では未使用に終わったガイコツ型の鋼鉄ハンマーも使用した。終盤、プラネットフォースの力で新たなボディにリフォーマットする。その姿は最初のビーストコンボイの姿に近い姿をしていた。
ビーストウォーズII 劇場版「ライオコンボイ危機一髪！」
無印の最終回および劇場版『激突!ビースト戦士』の終盤で四散した直後、日本版でのCG版シリーズの以後の世界である『ビーストウォーズII』の世界へと召喚される形でゲスト登場。ライオコンボイとのタッグが実現した。ビーストコンボイが本来活躍する『ビーストウォーズ』シリーズ（カナダ製作）は一貫して3DCGアニメによって描かれているが、この作品では日本製作の『II』の世界観に合わせ、ビーストコンボイもセルアニメで描かれており、ツッコミやアドリブも行われない。漫画版ではタスマニアキッドによって、「ゴリさん」のあだ名をつけられ、本人もそれを気に入っている様子。
この映画でのみエネルゴンマトリクスを所持していることが言及されており、ライオコンボイとのWエネルゴンマトリクスの力によりバーニングコンボイへとパワーアップを果たしている。マジンザラック打倒後はライオコンボイたちに別れを告げ、惑星エネルゴアに帰還している。

#### 玩具（ビーストウォーズ版）
玩具は「C-01」のナンバーを与えられ1997年7月に発売、メガトロンとのセット箱「VS-1 最強ビーストの対決」も発売された。一部地方では先行販売も行われており、体毛のカラーリングが黒とアニメ版カラー準拠の黒に近い灰色の2種類が存在する。この他にトイザらス限定の全透明パーツ使用のコンボイも発売されている。また1998年には映画公開にあわせ赤のクリアカラーのバーニングコンボイも発売されている。
メタルスコンボイは1998年12月の劇場限定発売の海外版を経て、1999年9月に「C-40」のナンバーを与えられ発売。メタルスメガトロンとのセット箱「VS-40 宿命の対決」も発売。また、初回版には「ビーストウォーズ・メタルス 先取りひみつビデオ」が同梱された。また同年12月にはメタルスパワードコンボイが「C-47」のナンバーを与えられて発売された。
リターンズコンボイは2005年11月に「BR-01」のナンバーでトイザらス限定で発売された。
該当シリーズの他、『ロボットマスターズ』で小型版、『ビーストウォーズリボーン』でアニメに準拠した改修がなされたものがある。
アメリカのハズブロ社からは2006年に『TRANSFORMERS BEAST WARS 10th Anniversary』とし、デザインを一新した完全新規造型によるリニューアル玩具が販売されている。海外で展開された『トランスフォーマー ユニバース』の後日談コミックや、日本国内展開として「フィギュア王」誌上にて連載された小説『ビーストウォーズリボーン』のストーリー終盤には、このリニューアル版の意匠がビーストコンボイの新たな姿として登場するが、国内での玩具販売は『トランスフォーマー ユナイテッド』まで待つことになった。
また、これとは別に「BOTCON」限定アイテムとして、ゴリラタイプのビーストモードを獲得する以前のセイバートロン星における彼の姿が玩具化された。『トランスフォーマー ギャラクシーフォース』のランドバレットの頭部を変更したものであり、三輪型バギーにトランスフォームする。

### ファイヤーコンボイ（Optimus Prime）
日本製作の『トランスフォーマー カーロボット』で登場。声は日本語版が橋本さとし、英語版がニール・キャプラン。

#### 能力・性格（ファイヤーコンボイ）
炎の総司令官の称号と、炎神の通り名を持つ。性格は誠実な熱血漢。
歴代コンボイ初の双子の兄弟がいるコンボイ。どちらが兄であるか分からないが、周りはファイヤーコンボイが兄であると認識している。さらにコンボイ史上初めて「コンボイの親戚」が劇中に登場している。
なお、『カーロボット』のみギガトロンとの関係が軍事的な対立関係ではなく、「小さいころからの幼馴染の腐れ縁」になっている。
はしご付消防自動車のキャブ部に変形し、トランスリベアと巨大合体することでスーパーファイヤーコンボイ / Optimus Prime Super Modeとなる。
また、双子の兄弟であるゴッドマグナス / Ultra Magnusと超巨大合体し、ゴッドファイヤーコンボイ / Omega Primeとなる。
当初、『カーロボット』の世界観は、他のシリーズと一切接点を持たない、唯一独立した別次元という扱いがなされ、劇中で触れられることはなかったがファイヤーコンボイを含む本作品のTFたちは、未来から2000年の地球にやって来たことになっていた。しかし、後に本作品中のサイバトロンたちは未来世界の次元パトロール隊と位置づけられ、ファイヤーコンボイはその部隊を指揮する司令官であり、初代〜和製（『ザ☆ヘッドマスターズ』、『超神マスターフォース』など）〜『G-2』〜『BW』のストーリーライン（初代（G1）シリーズ）に半ば組み込まれる形となっている。ただし、これは後付け設定ということもあり、彼らとの直接的な接点が描かれた機会はない。
これまでは、コンボイ（Optimus Prime）＝トレーラートラックだったが、これ以降、消防車に変形するコンボイが見られるようになってきた。

#### 玩具（ファイヤーコンボイ）
2000年3月16日に「C-001」のナンバーを与えられ発売。開発担当は幸日佐志。

### コンボイ（マイクロン伝説以降）
初代からビーストウォーズまで世界観を共通していたトランスフォーマーシリーズだったが、『超ロボット生命体トランスフォーマー マイクロン伝説』にて設定がリセットされた新シリーズ（通称、マイクロン三部作）に登場するコンボイを記述する。英語版は声優は一貫してゲイリー・チョーク。
なお、国内版では第1期・第2期は同一の世界観で第3期のみ別次元の話だが、同作の海外版『TRANSFORMERS CYBERTRON』ではマイクロン伝説のコンボイおよびグランドコンボイと同一人物となっている。これは販売広報戦略の違いから設定の変更が行われたためである。
海外版ではOptimus Prime（オプティマスプライム）という名称になっている。

#### コンボイ（マイクロン伝説版/Optimus Prime）
『マイクロン伝説』に登場するコンボイ。声は大川透。
『トランスフォーマー ロボットマスターズ』の公式サイトでは他の作品のコンボイと区別するため、日本の『マイクロン伝説』と『マイクロン伝説』のアメリカでのタイトルが『Transformers ARMADA』であることからコンボイ（マイクロン伝説）、アルマダコンボイ（Armada Convoy）、オプティマスプライム（アルマダユニバース）と呼ばれている。

##### 能力・性格（マイクロン伝説版）
トレーラートラックのキャブ部分に変形する。分離した後部車両と合体してコンボイ・スーパーモードに、ジェットファイヤーと合体してジェットコンボイ（Jet Optimus）に、ウルトラマグナスと合体してマグナコンボイに、さらにジェットファイヤー、ウルトラマグナス両者と合体してマグナジェットコンボイに変型する。
展開当時までにおける他作品のコンボイ達とは違い、常に控えめで冷静かつ物事を慎重に運ぶ非常に人間として出来た性格だったためにコンボイとしては目立った印象はなく地味だったが、中盤以降、「実は闘い好きで出来るなら話し合いは拳と拳で語り合う」という本来の性格が浮上。最終話である第52話においては自身のマトリクスを含めた地位その他全てを捨てて一人のトランスフォーマーとしてメガトロンとの勝負を挑む。この冒頭から終盤のギャップにより、次回作であるスーパーリンクでは「精神的に何かが吹っ切れた」と言われている。

##### 玩具（マイクロン伝説版）
2002年12月27日に「MC-01 コンボイ スーパーモード」のナンバーを与えられて発売。

#### グランドコンボイ（Optimus Prime）
『スーパーリンク』に登場するコンボイ。声は小西克幸。

##### 能力・性格（グランドコンボイ）
『マイクロン伝説』のコンボイと同一人物。前作の最終話である第52話で「精神的に何かが吹っ切れた」という描写により、言動は落ち着いているが、かなりノリのいい性格になっている。
サポートメカの「グランドフォース」（Prime Force）と合体してグランドコンボイ・スーパーモードに、ウイングセイバーと合体してウイングコンボイ（Optimus Prime Sonic Wing Mode）に、オメガスプリームと合体してオメガコンボイ（Optimus Supreme）に変型する。しかし、敵味方を問わずどの形態であっても「グランドコンボイ」と呼ばれていることに強い不満を持っており、特別編のトーナメント戦では「私の名前を言ってみろ」と鬼の形相でビルドロンとブルーティカスを叩き潰し、「オメガコンボ…」と途中まで言いかけてスペリオンに「グランドコンボイ司令官」と言われた際に「オップ…（Oops=おっと）」と呟く場面がある。
また、その前のロディマスコンボイとホットショットとの試合では「ウイングコンボイと呼んでくれ」と言ってロディマスコンボイとホットショットに「グランドコンボイ」（ホットショットは「グランドコンボイ司令官」）と言われた際にも「オップ…」と呟く場面がある（この際ロディマスコンボイとホットショットも「オップ…」と返した）。
スーパーモードでは、4機のグランドフォースが四肢となるが、劇中では部位を入れ替えてドリルによる攻撃を行うこともあった。

##### 玩具（グランドコンボイ）
2003年12月27日に「SC-01 グランドコンボイ スーパーモード」のナンバーを与えられて発売。開発担当は国弘高史。

#### ギャラクシーコンボイ（Optimus Prime）
『ギャラクシーフォース』に登場するコンボイ。声は楠大典。消防車と飛行用のフライトモード（第1話でドレッドロックのスキャンデータからスキャンした）に変形する。

##### 能力・性格（ギャラクシーコンボイ）
初代のコンボイを彷彿とさせる、赤のボディと青色の頭部のスタイルで、マトリクスを持つセイバートロン星の総司令官。武器はコンボイガンとビークル後部が変形したギャラクシーキャノン。一人称は「私」。消防車だけあって、吸水もできるため、タンクは水を酸素と水素に分解できるので、その量に際限はない。ビークル後部は単体でギャラクシーキャノンへと変形し、合体することでスーパーモード（Optimus Prime Super Mode）となる。ライガージャックとリンクアップ（合体）することでライガーコンボイ（Optimus Prime Savage Claw Mode）（ライガージャックが巨大な片腕（アームモード）に変形し、ギャラクシーコンボイの右腕部、もしくは左腕部（第22話と第23話のみ）に合体する。第27話本編では登場しなかったが、アイキャッチには登場した。ソニックコンボイの登場後は出番が無くなっているが、第34話で久し振りに登場し、第36話を最後に登場しなくなった。海外版ではOptimus Prime Savage Claw Mode（オプティマスプライム サベージクローモード）という名称になっている）に、ソニックボンバーとリンクアップすることでソニックコンボイ（Optimus Prime Sonic Wing Mode）（ソニックボンバーがウイングパーツに変形し、ギャラクシーコンボイの背部に合体する。第48話、第49話本編では登場しなかったが、アイキャッチには登場した。第50話を最後に登場しなくなった（ただし、レンタルDVD第26巻（最終巻）のジャケットは限定玩具のデザインを通常のカラーリングに変更して登場しているが、収録されている第51話と最終話である第52話は未登場）。海外版ではOptimus Prime Sonic Wing Mode（オプティマスプライム ソニックウイングモード）という名称になっている）にパワーアップすることもできる。
前作のグランドコンボイに比べると堅物な印象が強く誠実で責任感が強いが、『カーロボット』のファイヤーコンボイ同様、やや天然ボケ気味な一面も見せている（仲間の笑いの渦には積極的に入り、ごくたまに自分から冗談を言うこともある。また、第8話ではドレッドロックの「我々のことはコスプレだということにすれば良いのでは」というジョークを真に受けるなど、少々天然ボケ気味な一面も見せた（特に次回予告では本編の外ということもあり半ばやりたい放題であった）。当初は「他の惑星には極力干渉しない」という方針を掲げ、プラネットフォースの探索に向かう部下にも現地住民との接触を禁じる目的はあったとはいえ、融通の利かないところがあったが、現地住民と交流して友情を結び、大きな成果を挙げていくのを見て考えを改めた。
第51話の最終決戦ではベクタープライムのスパークから託されたベクターソードを使い、マスターガルバトロン（マスターメガトロンの強化形態）との激闘で勝利を収めた（この対決は勇者エクスカイザーのオマージュ）。
最終話である第52話はセイバートロン星で各惑星の代表を迎え、新スペースブリッジ建設計画を提案、新スペースブリッジ建設隊のリーダーとして行くことを決意し、宇宙連合の議長をサイバトロン総司令官代理であるドレッドロックに任せ、ルーツとガードシェルとデモリッシャーとバックギルド（バックパックの強化形態）とファストガンナー（ファストエイドの強化形態）と共に新スペースブリッジ建設隊出発前にソニックボンバーの通信でスタースクリームの生存（因みにベクタープライムは最初から死んでいないと第47話で明言した）を知り、ガードシェルとデモリッシャーを新スペースブリッジ建設隊から外し、彼らにスタースクリーム捜索を許可して別れを告げ、バドからマップを返却され、ルーツとバックギルド（バックパックの強化形態）とファストガンナー（ファストエイドの強化形態）と共に新スペースブリッジ建設隊のリーダーとして行き、アトランティス内では彼らとライガージャック（ジャックショットの強化形態）とモールダイブと共にベクタープライムの幻影（ビジョン）を見た。その後のエピローグでは他の惑星に行く彼らと別れ、彼ら（ルーツは未登場）と改心したモンスタートランスフォーマー4体と共に惑星を探索している様子が描かれ、10年後に地球に帰還し、コビーとローリの結婚式に参列したが、撮影の関係で写真には顔だけが大きく写し出されている。
フォースチップを左右の砲身（スーパーモード時に挿入）にイグニッションすることで、ギャラクシーロックレーザーとローラーキャノンが併用され、「ギャラクシーキャノン・フルバースト」（第4話から発動）を放つ（ただし、ノーマルモードとビークルモードとフライトモードでは発動不可能になっている）。また、第41話から第42話、第46話（最後の使用）ではメガロコンボイからメガロアックスを借りることにより、「ギャラクシーギガクラッシュ」（漫画版では未使用）が発動する。必殺技はそれぞれギャラクシーキャノンからスーパーモード時に放つ「ギャラクシーブラストレーザー」と「ギャラクシーロックキャノン」とビークルモード時に放つ「ハイドラントスイング」。
ライガーコンボイは腕部にイグニッションすることで、プラティナムクローが展開し、そのまま相手に目掛けて突撃する「ライガーグランドブレイク」（漫画版ではライオブレイカー）が発動する。必殺技は右腕の巨大な爪を高速で振り回して斬りつける「ライガークロスサイクロン」。
ソニックコンボイは背部にイグニッションすることで、「ギャラクシーキャリバー」（第32話から発動）を放つ。必殺技は2本のフラップソードによる「ソニックダブルインパクト」と両肩から秒間100万回転のバルカンを放つ「ミリオンバースト」。
終了後のジャンクションでは第1話、第2話では静止画（姿はスーパーモード）だったが、最終話である第52話（姿はノーマルモード）は視聴者にメッセージを送った。
漫画版では第1話から第4話、第6話から最終話である第9話まで登場。ここでは天然気味の発言はなく、穏やかながらも熱い闘志を抱えた性格ではあるが、原作者曰く「美味しいところを持っていく中々の策士」。ライガーコンボイは第6話から第8話まで登場し、ソニックコンボイは漫画版では最終話である第9話で登場し、打ち切りの影響でアニメ版と比べると出番が少なかった。
データは、ノーマルモードでは全長は5.0m、重量は10.0t、スピードは時速750キロ（ビークルモード時）、マッハ4（フライトモード時）、パワーは200万馬力、スーパーモードでは全長は6.0m、重量は15.0t、ライガーコンボイでは全長は6.0m、重量は23.4t、ソニックコンボイでは全長は6.0m、重量は22.0tになっている。
劇中未登場だが、カバヤ食品の食玩「チェンジギャラクシー」では、ギャラクシーコンボイとライガージャックとソニックボンバーがリンクアップ（合体）した姿であるソニックライガーコンボイ（ライガージャックが巨大な片腕（アームモード）、ソニックボンバーがウイングパーツに変形し、ギャラクシーコンボイの右腕部、もしくは左腕部と背部にそれぞれ合体する）が登場している。
玩具はDX版と『トランスフォーマー ハイブリッドスタイル（THS）』版が発売された。なお、THS版はなぜかフライトモード形態において後部ビークルの2問の砲塔が正しい位置に収まらないという設計ミスがあり、THS版玩具のラインナップが一度無かったことにされるなどの影響が出る事態となった。

### オプティマスプライム

#### オプティマスプライム（コンボイ）（実写映画版/Optimus Prime）
実写映画版第1作目『トランスフォーマー』に登場。オートボットの総司令官で、トランスフォーマー側の主人公。基本的なキャラクター設定は従来の初代コンボイ（G1コンボイ）に相当するが、変形後の車種はピータービルト・379モデル・大型トレーラートラックに変更され、ファイヤーパターンが追加されている。ロボットモードのデザインやカラーリングは従来のコンボイを踏襲しつつ全面的にリニューアルが施されている。性格は自由と平和を愛する冷静沈着で思慮深く真面目で実直、リーダーとしての責任感もあり戦いと成れば自ら最前線に赴き指揮を執る勇猛果敢な戦士。一方戦闘中は口調が荒くなる（「ガラクタのスクラップめ」「メタルの屑め」など）など、初代コンボイ（G1コンボイ）を彷彿とさせる面も見せる。また敵は徹底的に殲滅する情け容赦なさを持ち、第1作目ではボーンクラッシャーの首を切断する、第2作目ではデモリッシャーに大口径マシンガンで躊躇なくとどめを刺す、スタースクリームの腕を手刀で引きちぎってその腕でスタースクリームを殴り飛ばす、グラインダーの顔面をエナジーフックで引き裂く、ザ・フォールンの顔面プレートを引き剥がす（その上スパークを掴み出して握り潰した）、第3作目ではドリラーの胴体を真っ二つに分断して殺害する、ショックウェーブの胴体と眼球を抉り取って殺害する、メガトロンの頭部を斧でかち割って引き抜く、自身の師であるセンチネルプライムの胸部と頭部をメガトロンのフュージョンキャノンで撃ち抜く、さらに第4作目ではロックダウンの胸部をジャッジメントソード（テメノスソード）で貫いてそのまま上半身を一刀両断する、第5作目ではインフェルノカスの顔面をジャッジメントソード（テメノスソード）で貫いてインフェルノカスがインフェルノコンへ分離変形した6体をテメノスソードでまとめて首を刎ねる、スピンオフおよび前日譚にあたる第6作目ではディセプティコンの航空兵たちの1体の首を切断する、第7作目では仮面を破壊され、ゾンビのような左半分が大きく欠損した痛ましいものとなっている素顔（元々頭部の左半面を大きく損傷していた）のスカージを溶岩に押し付けながらエナジーソードで両腕を引きちぎって溶岩に押し付けたまま顔面を貫いて首を切断するなど荒々しい戦い方をすることも少なくない。第1作目ではオートボットのリーダーとしてフリーウェイでボーンクラッシャーを倒し、メガトロンと果敢に戦う。最後はサム・ウィトウィッキー（第1作目ではサミュエル・ジェームズ・“サム”・ウィトウィッキー）の提言を受けいれて地球に残留する。ピータービルト379をスキャンする前は隕石に変形していた。異形のビークルモードでありながら、どことなく初代コンボイ（G1コンボイ）のフレートライナーCOEタイプの面影を残すオールドファンに向けたファンサービス的なアウトラインでデザインされている。
公開に先がけたカウントダウンイベントにおいて日本語版の声優はアニメでコンボイの声を担当した玄田哲章が担当することが発表された。英語版においてもかつてオプティマスプライム（コンボイ）の声を担当したピーター・カレンが担当した。玩具は簡易版やDX版・ロボヴィジョン版が存在する。
なお今回は各キャラクターの名称は米国版との統一がなされたため、日本版も「コンボイ」ではなく「オプティマスプライム」が正式名称として使用された。従来の日本版の名称に慣れ親しんだファンを考慮し、公開までに差し替えられることも検討中という情報もあったが、実際の映画や玩具では変更は行われなかった。
実写映画版第2作目である『トランスフォーマー/リベンジ』ではトランスフォーマー側の主人公という位置づけがより明確になった。カーロボットのファイヤーコンボイに続いて親戚に当たるキャラクターが登場する。
作中ではサム・ウィトウィッキーを守るためにメガトロンによって殺されるもマトリクスによって復活する。さらにジェットファイヤーのパーツによってパワーアップし、メガトロンとザ・フォールンを倒す（ただし、メガトロンは生存する）。パワーアップ形態は飛行能力が付いただけでなく、ブラスターが大型化し腕にはバルカン砲を装備、アフターバーナーの部分はツインキャノンになっているなど火力も大幅にアップ。このパワーアップ形態はジェットパワーオプティマスプライム（JET POWER OPTIMUS PRIME）と呼ばれる。
実写映画版第3作目『トランスフォーマー/ダークサイド・ムーン』ではディセプティコンとセンチネルプライムの策略によって地球を追放されそうになるが、危機を回避しジェットウイングを装着したジェットウィングオプティマスプライム(JET WING OPTIMUS PRIME)となり最終決戦に挑む。前作で胸部をメガトロンに撃ち抜かれたため本作品ではロボットモードの胸部が微妙に変更され、その内部にマトリックスを収納している。吹き替え版の口調は前作に比べアニメ調に近いもの（アニメ版のような活発な喋り方へと変化した）になり、各種装備を内蔵したコンテナも牽引している。今作では月に沈んでいたアークを政府が隠していたことに怒りトランスフォームをしようとしなかったり、宇宙飛行士に対して敬意を払ったりといったこれまで以上に感情的な部分が描かれている。その一方で、自分の命を救い（私利私欲のため、そして非常に傲慢な物言いで）停戦を申し出たメガトロンと、重傷を負い命乞いをしたセンチネルプライムを容赦なく殺すといった冷酷な面も見せている。これは彼が歩んだ過酷な人生を物語る。3部作を通してOPとEDのナレーションを担当しており、第2作目までは「私はオプティマスプライム。」と自身の名前を言った後に最後のセリフを言っていたが、第3作目のみ名前を言わずナレーションを終えている。
実写映画版第4作目『トランスフォーマー/ロストエイジ』では、初代コンボイ（G1コンボイ）のフレートライナーCOEタイプによく似た錆びて朽ちている73 マーモン・キャブオーバー大型トラクターの姿に変形し、後にウェスタンスター・5700XEに酷似した大型トラクター（設定ではウェスタンスター・4900のカスタムモデル）を再スキャン後に大型トラクターに変形。
第3作目（前作）から引き続き使用するエナジーソードやメガストライカーの他、新たに騎士の剣「ジャッジメントソード（テメノスソード）」と小銃が付随した盾「ベクターシールド（センチネルシールド）」を入手している。また前作まで飛行の際は外付けのブースターを使用していたが、本作品では単身での飛行能力を獲得している。バトルマスクの機構も変わり、丸みを帯びたシルエットや細部の機構など、全体的により有機的なデザインとなった。ただし下半身は以前とは異なり鎧やそのブーツのような形状になっている。 再スキャンするまではビークルモードとロボットモード共に初代コンボイ（G1コンボイ）に酷似した姿をしている。再スキャン後の姿は前作までのそれとはイメージ（騎士風のイメージ）を一新しており、タイヤやヘッドライトは体内に収納されて車の原型を留めておらず、より有機的な造形に変化している。吹き替え版の口調は映画公開前の予告編および玩具イベント、ジャパンプレミア、トランスフォーマー博では初代アニメシリーズ風のテンションの高い演技（前作と同様のアニメ版のような活発な喋り方）となっていたが、今作ではエフェクトが多用され異なる印象を与える。
第4作目（今作）では第3作目（前作）のセンチネルプライムとメガトロンが引き起こしたシカゴの惨劇から5年後が舞台。結果的にオプティマスプライム（コンボイ）をリーダーとするオートボットの協力によって地球が守られた事実をもって地球人の彼らに対する認識は変化しつつあるが、オートボット否定派による迫害も激しくなっており、オプティマスプライム（コンボイ）とオートボットは姿を消していた。かつて共にディセプティコンと戦ったサム・ウィトウィッキーや「N.E.S.T.（ネスト）」の面々とも離別。さらにある陰謀によってCIA長官ハロルド・アッティンジャーと結託した反トランスフォーマー組織「KSI（Kinetic Solutions Incorporated）」の実働部隊「墓場の風」に狙われるようになり、生き残ったオートボットたちに危険を知らせながら「墓場の風」からの逃避行を続けていた。
第4作目（今作）では第3作目（前作）の最終決戦で倒したはずのメガトロンが反トランスフォーマー組織「KSI（Kinetic Solutions Incorporated）」に製造された人造トランスフォーマーの軍事用プロトタイプ（軍事用人造トランスフォーマーの試作モデル）のガルバトロンとして蘇生（頭部のみの状態で生存していたメガトロンが「KSI（Kinetic Solutions Incorporated）」を利用して復活を遂げたものでメガトロンの生まれ変わり）したので、彼と交戦した。その直後にロックダウンのキャノン砲によって重傷を負いロックダウンに捕えられてしまうが、オートボットに助け出されロックダウンの宇宙船で共に脱出した騎士団ダイノボット（ダイナボットのリーダー格のグリムロックを己の指揮下に入れる条件として力試しを挑んだ。グリムロックはプライドが高いが力ある存在には素直に協力する。）を服従させ最終決戦に挑む。単独で起動し、人造トランスフォーマーたちの無線操縦システムを掌握してディセプティコン軍団を再建したガルバトロンをリーダーとする人造トランスフォーマー達をダイナボット達と共に次々と倒す。終盤ではロックダウンとの一騎討ちで一瞬の隙を突かれてロックダウンにジャッジメントソード（テメノスソード）で貫かれて戦闘不能に陥ってしまうが、ケイド・イェーガーとバンブルビーの参戦で状況は逆転。さらにテッサ・イェーガーとシェーン・ダイソンの活躍で体勢を立て直し、ジャッジメントソード（テメノスソード）でロックダウンを倒す。最終決戦後、有機生命体を金属化する「シード(Seed)」を安全な宇宙へと持っていき、創造主へ会うために宇宙へと旅立つ。 
第4作目ではEDのみナレーションを担当しており、「私はオプティマスプライム。」と自身の名前を言った後、第1作目、第2作目、第3作目と同様に最後のセリフを言ってナレーションを終えている。 
実写映画版第5作目『トランスフォーマー/最後の騎士王』では前作と同じ姿だが今作で終盤のみ大型トラクターに変形。
第5作目（今作）では第4作目（前作）の終盤で「創造主」へ会うために宇宙へ旅立ち、3年かけて故郷惑星サイバトロンであるサイバトロン星へ帰還するも待ち構えていた創造主クインテッサに捕まって洗脳され、地球を滅ぼす刺客ネメシスプライムとして人類に牙をむく。洗脳の影響で瞳が青から紫に染まり、顔の左半面が赤くなっている。
終盤、創造主クインテッサの指示のもと、アイアコンの騎士たちから「マーリンの杖」を奪い去った後にバンブルビーと戦っていたが、声を取り戻したバンブルビーによって我に返り、洗脳が解かれオプティマスプライム（コンボイ）として元に戻った。完全復活を果たしたメガトロンに隙を突かれる形でマーリンの杖を奪取され、アイアコンの騎士たちから猛攻撃を受けていたがケイドのタリスマンの剣によって窮地を免れる。創造主クインテッサに洗脳されていた自責の念から立ち直れなかったが、ケイド・イェーガーの励ましによって立ち直る。惑星サイバトロンであるサイバトロン星地表での戦いではメガトロンの傘下に加わったインフェルノコンを倒し、点火チャンバー内の最終決戦ではメガトロンの一瞬の隙を突いてジャッジメントソード（テメノスソード）でフュージョンカノンごとメガトロンの右腕を切り落して点火チャンバーの外へ蹴り出す。その後バンブルビーに背後から創造主クインテッサを撃たせて勝利する（創造主クインテッサ自身もバンブルビーに背後から撃たれて姿をくらましたがその後、人間に変身して地球に潜伏しており、地表から突き出たユニクロンの角を調査している科学者たちへ接触するところで今作は終了する）。
第5作目ではEDのみナレーションを担当しており、「私はオプティマスプライム。」と自身の名前を言った後、第1作目、第2作目、第3作目、第4作目と同様に最後のセリフを言ってナレーションを終えている。 
実写映画版第6作目『バンブルビー (映画)』では実写映画版シリーズの第1作目である『トランスフォーマー』の出来事から20年前となる1987年が舞台であり、惑星サイバトロンであるサイバトロン星にいるロボットモードのデザインやカラーリングは初代コンボイ（G1コンボイ）に酷似した姿をしている。
戦争が激化した惑星サイバトロンであるサイバトロン星から部下たちを脱出させ、自分は皆が逃げるための時間稼ぎとして独り殿を務める。その後無事惑星サイバトロンであるサイバトロン星から脱出するも、ディセプティコン達に付け狙われている。終盤では既に地球に到着しており、初代コンボイ（G1コンボイ）と同じフレイトライナーFLAセミトラックをスキャンしてバンブルビーを迎えに来ている。
実写映画版第7作目『トランスフォーマー/ビースト覚醒』では第5作目（前作）・第6作目と同じデザインの姿で登場し、1987年式フレイトライナーFLAセミトラックに変形する。
7年間も地球に足止めされている焦りからトランスワープキーを何としても入手しようと躍起になっており、そのためノア・ディアス達人間との協力には難色を示している。
第7作目ではEDのみナレーションを担当しており、「私はオプティマスプライム。」と自身の名前を言った後、第1作目、第2作目、第3作目、第4作目、第5作目と同様に最後のセリフを言ってナレーションを終えている。 
『トランスフォーマー・ヒューマンアライアンス』およびアトラクションである『トランスフォーマー ヒューマンアライアンス スペシャル』、『トランスフォーマー・シャドウズライジング』では第1作目～第3作目と同じデザインの姿で登場。第1作目～第3作目と同じファイヤーパターン入りのピータービルト・379モデル・大型トレーラートラックに変形。
『トランスフォーマー・ヒューマンアライアンス』および『トランスフォーマー ヒューマンアライアンス スペシャル』においてはキングスコルポノックとともに第2作目の最終決戦の舞台になったピラミッドがあるエジプトの北アフリカ砂漠地域であるサハラ砂漠のボスキャラで実写映画版本編と違い、北アフリカ砂漠地域であるサハラ砂漠で第3作目と同じデザインの姿で登場したショックウェーブとの激戦を繰り広げる。
『トランスフォーマー・ヒューマンアライアンス』およびアトラクションである『トランスフォーマー ヒューマンアライアンス スペシャル』、『トランスフォーマー・シャドウズライジング』においては第2作目と同じデザインの姿で登場したメガトロンとの激戦を繰り広げる。
世界のユニバーサル・スタジオ・テーマパークに存在する、実写映画版『トランスフォーマー』シリーズをテーマにした3Dシミュレーションライドタイプのアトラクション『トランスフォーマー・ザ・ライド3D』では、第1作目～第3作目と同じデザインの姿で登場。第1作目～第3作目と同じファイヤーパターン入りのピータービルト・379モデル・大型トレーラートラックに変形。第1作目と同様にオールスパークを守り抜くため、このアトラクションの人間側の主人公でN.E.S.T.（ネスト）新兵であるゲストとこのアトラクションオリジナルのステルス移動型トランスフォーマーのオートボットであるイーバック（イーヴァック）とともにメガトロンと果敢に戦う。ライド本編ではイーバック（イーヴァック）とゲストを市街地から逃すべくメガトロンを足止めし、建設中の高層ビルの屋上でメガトロンと戦いを続け、劣勢に陥るも最後はイーバック（イーヴァック）と協力してメガトロンを撃破した。メガトロンが撃破された後はイーバック（イーヴァック）らの勇気に感服し、N.E.S.T.（ネスト）基地に戻っていく彼らを「自由の戦士」と褒め称えた。

#### オプティマスプライム（コンボイ）（アニメイテッド版/Optimus Prime）
『Transformers Animated（トランスフォーマー アニメイテッド）』に登場。声優は英語版（原語版）がデビッド・ケイ、日本語版は高橋広樹が担当する。
消防車から変形するが、後部の放水ユニットがない状態で変形することが多く、G1（初代）を彷彿させるトレーラーコンテナやダンプカーの荷台を牽引することもある。探査チーム（オプティマス部隊）の若きチームリーダーであり地球在住のオートボットの代表。サイバトロンモードはサイバトロンタイプのトラックに変形する。デザインやカラーリングはG1（初代）のコンボイ（Convoy / Optimus Prime）を意識したものとなっている。
かつて、友人であり恋人未満の関係にあったエリータ1（エリータワン）/Elita-1（現在のディセプティコンのブラックアラクニア/Blackarachnia）を救えなかったことを後悔し続けている。第1話では胸にオールスパークを納めるシーンがあるが、その後、宇宙船アーク内に保管されている。
本作品においてはオートボットの総司令官とされているのはウルトラマグナス/Ultra Magnusで、オプティマスプライム（コンボイ）はあくまで探査チーム（オプティマス部隊）のリーダーとなっている。
性格は生真面目かつ勇猛だが、突出したカリスマがあるわけではない。そのため仲間からの反発や組織内での摩擦に苦慮する姿も見られた。
日本語版の第1話の次回予告において提供クレジットにおける、「オプティマスプライム（コンボイ）の愛称を考えよう」というバンブルビーとの会話にて、コンボイと呼ぶのは駄目だという趣旨の発言をしている。
第41話にて安定翼の付いたジェットパック（プロール/Prowlが持っているブースターを使用しているが、日本語版ではそのシーンはカットされている）を装着したウイングブレードオプティマスプライム（Wingblade Optimus Prime）としてラチェット/Ratchetがサイバトロン星から持ち帰ってきたウルトラマグナス/Ultra Magnusのマグナスハンマーを使って戦った。
第4シーズン（シーズン4）ではG1（初代）のスターコンボイによく似たパワーマスターオプティマスプライム（Powermaster Optimus Prime）になる。このパワーマスターオプティマスプライム（Powermaster Optimus Prime）（はG1（初代）のスターコンボイ（Star Convoy）を意識したものとなっている（胸に黄色の十字星のマークと肩や両足の形状は、黄色のファイアーエムブレムが入っている）。
もう一つは超神マスターフォース]の最高総司令官ゴッドジンライ（God Ginrai）によく似たものになっている。
エイペックスアーマーを装着したパワーマスターモードではアースモードと同じ消防車から変形する。

#### オプティマスプライム（コンボイ）（Shattered Glass版/Optimus Prime）
BOTCON2008限定玩具シリーズ「Shattered Glass」に登場。オートボットとディセプティコンの善悪が反転したパラレルワールド「シャッタードバース」にて、邪悪なオートボット軍団を率いる通常世界のメガトロンをも上回るサディスティックな暴君である。役割は「Emperor of Destruction（破壊大帝）」。オプティマスプライム（コンボイ）でない悪のコンボイは数いるが、「悪のオプティマスプライム（コンボイ）」は彼が唯一であり、オートボット、マクシマル双方を通じ公式に「破壊大帝」を名乗るサイバトロンのリーダーとしても唯一の存在である。玩具はCLASSICS版の仕様変更品。

#### オプティマスプライム（コンボイ）（トランスフォーマー プライム版/Optimus Prime、トランスフォーマー アドベンチャー版/Optimus Prime、トランスフォーマー レスキューボッツ版/Optimus Prime、トランスフォーマー レスキューボッツ・アカデミー版/Optimus Prime）
『超ロボット生命体 トランスフォーマー プライム』、『トランスフォーマー アドベンチャー』、『トランスフォーマー レスキューボッツ』、『トランスフォーマー レスキューボッツ・アカデミー』に登場。声優は初代アニメ、実写映画版を担当したピーター・カレンが担当。日本語版では森川智之が担当。『アドベンチャー』での日本語版では『カーロボット』でブラックコンボイ、『ギャラクシーフォース』でギャラクシーコンボイを担当した楠大典。ボンネットタイプのトラックに変形し、『アドベンチャー』ではトレーラートラックに変形する。なお、ここでのオプティマスプライムは、トレーラーヘッドのみの変形ではなく荷台部分も含めた変形となっており、この全体変形は歴代オプティマスプライム（コンボイ）の中ではシリーズ共に初めてである。
数少ない仲間と共に地球に隠れ住み、ディセプティコンと戦うオートボットのリーダー。実写映画版同様冷静沈着で思慮深い性格。感情の起伏が少なく、若いメンバーからは「泣いたり笑ったりするところを見たことがない」と言われている。平和主義者で人間との平和的共存を望んでおり、また同族のディセプティコンに対して投降を求めることも多い。メガトロンはかつて親友であり、未だに彼を倒すことにためらいの気持ちを持っている。しかし、戦うべき相手には迷いなく勇敢に立ち向かう。
武器は両腕から変形させるソードとブラスター。普段は素顔を晒しているが戦闘の際には口元を隠すようにマスクが展開する。
第26話で復活したガイアユニクロン封印のためにマトリクスを開放するも、代償にプライム就任前から現在までの記憶を失いオライオンパックスの人格になってしまう。第27話でメガトロンに騙されディセプティコンに加わるが、第29話でオートボットや人間の仲間たちの活躍により再びマトリクスを身に宿すことによって記憶を取り戻しオートボットに復帰した。
第52話ではディセプティコンからの総攻撃を受ける基地から全員を逃がし、ただ一人基地に残りマトリクスセイバーで基地の設備を破壊しようとした。
日本未放送のシーズン3『Beast Hunters（ビーストハンターズ）』では、この後そのまま基地と共にネメシスのレーザー光線砲で吹き飛ばされ瀕死となるが、スモークスクリーンの機転によって密かに回収され助けられる。最初は死を選び、彼に新たなプライムになれと伝えるが、機能停止寸前に精神がオールスパークの中に飛ばされた際にアルファトライオンと再会。まだ死にたくないという本心を伝えるが、現実世界の体は機能を停止し、マトリクスも体外に排出されてしまう。しかし死を認めないスモークスクリーンに励まされソラスプライムハンマーによって強化改造され復活。新たに会得した飛行能力でダークマウントの攻略の最中にあった仲間たちの救援に駆けつけ、人間たちとの共同作戦でこれを破壊した。
終盤では拐われたラチェットの救出と戦艦ネメシスに再建されたオメガロックを奪取するために指揮をとり、メガトロンとの最終決戦に挑んだ。
サイバトロン星が復活した後、人間と別れることを決意し、ラチェットを除く仲間たちと共に帰還した。
強化改造後の武器は左腕を変形させるブラスター、強固になった肉体による格闘と巨大なガトリンクガンを使用する。また、ビークルモードであるトレーラートラックも失われ、ファウラーが用意した特別仕様の装甲車をスキャンした。
最終シーズンで完結篇である『BeastHunterss: Predacons Rising（ビーストハンターズ:プレダコン・ライジング）』では、バンブルビーに戦士の洗礼を施すと共にマトリクスセイバーを託し、自身はホイルジャックと共にプライマス復活のため、宇宙に打ち上げられたマトリクスの捜索に向かう。マトリクスは無事回収に成功したが、プライマス復活に呼応して封印の解けたユニクロンがサイバトロン星を攻撃していることを知り急行する。メガトロンの死体を乗っ取ったユニクロンと対決し、戦闘中オールスパークを体内に取り込み空になった吸引器を利用してユニクロンのスパークそのものを封印することに成功。全てが終わった後、オートボットのメンバーに別れの言葉と共にプライムの時代の終焉を告げ、マトリクスとオールスパークを自らの肉体ごとプライマスに返還。故郷と一つになり消えていった。
日本版の続編『参乗合体 トランスフォーマーGo!』では、プレダアーマーを装着したハンターオプティマスプライム（『プライム』シーズン3『Beast Hunters（ビーストハンターズ）』のオプティマスプライムと同じ姿）として登場し、地球で復活したプレダコン軍団と戦うソードボットたちを見守っている。武器は前作プライムの劇中のマトリクスセイバーと同じデザインのマトリクスセイバーII（ツー）と、ブースターとしても使えるオーピーランチャー。終盤でソードボットがグレンドラゴトロンに追い詰められた際、スパークの状態で地球に降り立ちオプティマスエクスプライムにパワーアップを果たす。ビークルモードの新幹線とビーストモードの龍に変形するトリプルチェンジャーとなり、大剣の「ザンゲキ刀」を手に戦うほか、ソードボット侍チームのケンザン、忍チームのゲキソウマルと「連結参乗合体」を行う。玩具のオプティマスエクスプライムの開発担当は幸日佐志。声はプライム本編と同じく森川智之が担当した。
後日談より始まる続編の『アドベンチャー』では、最初は幻として登場。サイバトロン星では死亡したとされているが、バンブルビーを導き地球で再会する。しかし自分が生きているかは何とも言えないといい、「地球を救え」と命じ消える。理由は不明だが、バンブルビーが本当に助けが必要な時のみしか話すことを許されていない。
第14話時点ではプライムのエリアと呼ばれる領域にて最初の13人のプライムたちの師事を受け、来るべき地球での戦いに備え修行しており、最初の13人のプライムのひとりマイクロナスよりプライムソードを授けられる。
いよいよ地球に危機が迫った時、命の源であるスパークをプライムたちに注入されたことでシュプリームモードへとパワーアップし地球へ降り立った。チーム・バンブルビーと力を合わせメガトロナスを退けたオプティマスプライムはバンブルビーをチームの良きリーダーと認め、あくまで同志としてチーム・バンブルビーに加わる。
シーズン2『マイクロンの章』第1話（第27話）にてマイクロナスにプライムたちのスパークを返還したことでパワーダウンした。だが、修行時代に獲得した対象物の色のみをスキャニングするカラーチェンジの能力を始めプライムの知恵を伝えることでかつてのリーダーシップを発揮し、徐々に回復していった。オールスパークとともにサイバトロン星のコアと融合した直後に助かった理由は、歴代のプライムたちによってプライムのエリアに入ったということが第12話（第38話）で明かされた。第13話（第39話）でのディセプティコン島での決戦後はアルケモア号の護衛を兼ね、自分を戦犯扱いした新政府の思惑を探るべくサイバトロン星へ帰還したものの、想像以上にサイバトロン星の情勢が不安定だったために帰還を中断し、旧友から宇宙船を貰い単独行動をしていた。第17話（第43話）にてスタースクリームが地球へ襲来したことをバンブルビーからの報告で知り、スタースクリームの企てる計画と野望を阻止すべく再び地球へ降り立った。第19話（第45話）にてハイパーマイクロンのエアロボルトと合体しハイパーサージオプティマスプライム / Hyper Surge Optimus Primeとなり、ハイパーサージモードとなったスタースクリームと死闘を繰り広げた。戦闘後はスタースクリームと傭兵たちを連行するためサイバトロン星へと帰還した。
『レスキューボッツ』、『レスキューボッツ・アカデミー』では、

#### オプティマスプライム（コンボイ）（トランスフォーマー サイバーバース版/Optimus Prime）
『トランスフォーマー サイバーバース』に登場。声優は英語版（原語版）がジェイク・ティルマン、日本語版はビーストウォーズでコンボイを担当した子安武人が担当する。
赤と青のトレーラートラックに変形するオートボットのリーダーで本作品の主人公。かつてはメガトロンの友でもあったが、彼の反乱に対立しオートボットをまとめマトリクスを継承しリーダーとなる。戦争の激化に伴い宇宙船アークでサイバトロン星から残った仲間たちと共に逃亡、地球へと辿り着くものの行方不明となる。
シーズン2で復帰後はリーダーとして地球を守るためにメガトロンと対立しているが、何度も和平交渉は行っており、メガトロンが救難信号を送った際は真っ先に救援に向かった。
シーズン2第12話(第30話)「スタースクリームのパワー」（英題「I Am the Allspark」）でマトリクスを解放したために一時意識不明となり、オートボットたちがサイバトロン星へ帰還する決心をさせるが、自力で意識を取り戻す。
武器は装備のマトリクスシールド、マトリクスアタック、エナジーアックス、銃。
チータスがどこからか持ち出した米軍の戦闘機と合体した戦闘機を装着したアーマー形態でアーマービークル - ジェットウイングタイプ / Sky Turbineであるウイングファイヤーオプティマスプライムに強化する。

#### オプティマスプライム（コンボイ）（トランスフォーマー アーススパーク版/Optimus Prime）
『トランスフォーマー アーススパーク』に登場。声優は英語版（原語版）がアラン・テュディック、日本語版では初代アニメ、実写映画版を担当した玄田哲章が担当する。
オートボットのリーダー。トレーラートラックに変形する。トランスフォーマーと人類の共存のため、ゴーストに協力している。

### コンボイ（オルタニティ版）
玩具で発売。NISSAN GT-Rに変形する。日本語マニュアルでの英字表記は「Masterlord Convoy」。オルタニウムという上位次元物質で構成される身体に進化して上位次元存在オルタニティの一員になった様々な平行世界のコンボイが、90万年後の『バイナルテック』の世界のひとつ（世界ID：Primax 109.0 Beta）を本拠地として活動している。通常宇宙で活動するときは、上位次元存在である本体ではなくオートアバターという器にリンクして活動する。スポーツカーに変形すればティマイオス・ドライブによって別の時代や平行世界に移動可能。高次戦闘が可能な各種武装があり、空間を無視して平行世界の別の時代に向けて狙撃可能な撤界タキオンブラスターや、そういった攻撃に対する絶対防御が可能な位相断絶シールド発生器などを具えている。
コンボイ（アルティメットメタルシルバー）
最初にオルタニティが発祥した90万年後のバイナルテック世界（Primax 903.0 Beta）のコンボイが使用するベクター01と呼ばれるオートアバター。
コンボイ（バイブラントレッド）
遥か未来にオルタニティの本拠地となるバイナルテック世界（Primax 109.0 Beta）の現代のコンボイで、2007年に未来からやってきたベクター01の要請に応じてオルタニティの一員への進化を受け入れた。このコンボイのオートアバターはベクター109と呼ばれている。2009年に時の獣ハイセリオンが来襲し、この日のためにオルタニティになっていたことを仲間に打ち明け、世界の後を託してオルタニティたちとハイセリオンの戦いへと参入した。
コンボイ（スーパーブラック）
ユニクロンが生み出した悪のコンボイだったがサイバトロンに敗れ、90万年後にオルタニティによって再生されてオルタニティの一員に迎えられた。闇の騎士を自称。このコンボイのオートアバターはベクター704と呼ばれている。メガトロンのオートアバターとの戦いでは、相手以外の事象がループする「閉じた時間」に捕らえて撤界タキオンブラスターに貫かれる瞬間を永遠に繰り返させることで勝利している。
『オルタニティ』のシリーズには、同型のウルトラマグナス（ブリリアントホワイトパール）も存在する。

## コンボイ（オプティマスプライム）以外のコンボイ
以下はその他のコンボイの名を冠したキャラクターたち。

### 日本製ビーストウォーズシリーズのコンボイたち
総司令官ではなく、コンボイの名は高級士官の称号になっている。
後述のライオコンボイとビッグコンボイ以外にも『ネオ』では上官として、マントに身を包んだ3名のグレートコンボイ（CV：矢尾一樹、冨田昌則、金子はりぃ）が登場している。また、ライオコンボイも後に、グレートコンボイに就任している（この時、ビッグコンボイも共に任命されたが、一匹狼として行動できる身分で居続けることを望んで辞退している）。
これらは国産シリーズ発のキャラクターだが、ライオコンボイとビッグコンボイは、2006年発行の米国コミック版シリーズ『BEAST WARS THE GATHERING』にはCONVOYの名を残したままで登場した。その後海外限定の『Transformers Classics』には『ギャラクシーフォース』のライガージャック（Leobreaker）をライオコンボイと同じカラーリングに塗り替えたレオプライム（Leo Prime）がラインナップに加わっている。

#### 総司令官 ライオコンボイ
『ビーストウォーズII 超生命体トランスフォーマー』に登場する新世代型のコンボイ。サイバトロン宇宙警備隊惑星ガイア方面軍司令官で宇宙船ユキカゼの艦長を務め、ホワイトライオンに変身する。声は郷田ほづみが担当している。
常に冷静かつ的確に状況を判断し部下に命令を下す。状況を完全に把握するまで動こうとしないため、些か決断力に欠ける面もあるが一旦決断するとその行動は素早い。第1話の冒頭の宇宙での戦闘により惑星ガイアに小型戦闘機ごと不時着した際、一時行方不明になる。この時、ホワイトライオンの生物データをスキャンすることとなったが、この時惑星ガイアに封じ込められていたアンゴルモアエネルギーの影響でライオジュニアが誕生した。
厳密に言えばエネルゴンマトリクスとアンゴルモアエネルギーのエネルギーが融合したことによって誕生した＝ライオコンボイの体内にあるエネルゴンマトリクスから生まれたので生物学的に考えればジュニアを出産したことになり（当の本人からママと呼ばれるのは正論）、「隠し子がいた総司令官」と話題になり、歴代初の子持ちコンボイとなる。以降、母親でなく父親（普段は指令）と呼ぶように仕付け、ライオジュニアを養子に寄こせと迫るガルバトロンにより戦闘に私情を挟む場面が出てきた。これらの事情により、序盤、中盤、終盤と段を追って性格が変化している。
映画『ライオコンボイ危機一髪!』においてはビーストコンボイのWエネルゴンマトリクスにより金色の姿をしたフラッシュライオコンボイへとパワーアップをし、また、『II』の終盤および『ネオ』の終盤において緑色に輝いた姿を「伝説のライオコンボイ」とよばれた。
『ネオ』の最終回でベクターシグマの命令により、新たなグレートコンボイに任命された。また、『II』の最終回で行方不明となったライオコンボイ部隊たちも無事にセイバートロン星に帰還し、そこの復興に携わった。
漫画版ではガイアに不時着した際にアンゴルモアエネルギーを多量に浴びてしまったため、エネルギーの作用で善と悪の間で揺れ動くようになってしまう。ガルバトロンにマトリクスを傷つけられた時にはデストロン化し、人工惑星ネメシスでも再び悪に染まりかけるが、力を振り絞ってガルバトロンを倒し、ネメシスを破壊した。エピローグで過去の時代に飛ばされ、そこでアンゴルモアカプセルの力で生まれたマグマトロンらと戦い重傷を負う。その際に巻き込まれ重傷を負ったが、正義感の強いマンモスを自身のマトリクスと全身に残留するアンゴルモアエネルギーでビッグコンボイに転生させ、消滅した。作中、寝酒ならぬ、寝オイルが癖になった上に酒乱というコミカルな面も見せる。
『超ロボット生命体 トランスフォーマー プライム』のラインナップでは玩具オリジナルキャラとしてマキシマル上級司令官 レオプライム（Leo Prime）が登場。元々の世界ではグレートライオコンボイ（Great RioConvoy）と呼ばれている。

##### 玩具（ライオコンボイ）
玩具は国内の新規商品であり、「C-16」のナンバーを与えられ98年4月に発売。5月にはガルバトロンとのセット箱「VS-16 史上最大の対決」も発売された。開発担当は幸日佐志。
劇場版公開記念に限定版のフラッシュライオコンボイが発売。
レオプライムは海外版『プライム』のラインナップで発売されたサンダートロンの色替えで、「AM-28」のナンバーを与えられ2012年12月に発売。また、1年後には『参乗合体 トランスフォーマーGo!』にてゴウプライムに色替えされている。

#### 総司令官 ビッグコンボイ
『ビーストウォーズネオ 超生命体トランスフォーマー』に登場するコンボイ。その性格は歴代コンボイと一線を越し、仲間を作らない・あまり信用しない・孤独を好む・団体行動皆無など、およそコンボイらしからぬ性格と言動をしている。マンモスに変身する。声は井上純一。彼の立場は総司令官ではなく、新兵の訓練部隊の司令官であり教官である。それ以前は傭兵をしており、「ワンマンズアーミー」と呼ばれる歴戦の戦士だった。
第1話で登場した直後に単身でデストロン基地に乗り込み、壊滅する様子は圧巻である。その後、ベクターシグマと上層部（グレートコンボイ）により新兵の教官役を命令され、またエネルゴンマトリクスを介しベクターシグマとも交信をする。
最終回で訓練生であるビッグコンボイ部隊たちの教習も終えた後、ライオコンボイと共にベクターシグマの命令で新たなグレートコンボイに任命されるも辞退し、元のワンマンズアーミーに戻ることにした。
なお、年齢は自称ではあるが訓練生たちより多少上な模様。
漫画版ではとある惑星の正義感の強いビッグという名のマンモスをライオコンボイが、アンゴルモアエネルギーと自身のマトリクスで転生させた姿と設定されている。

##### 玩具（ビッグコンボイ）
玩具は国内の新規商品であり、「C-35」のナンバーを与えられ99年4月に発売。マグマトロンとのセット箱「VS-35 大宇宙の対決」も発売された。開発担当は幸日佐志。

### ギャラクシーフォースのコンボイたち
『ギャラクシーフォース』ではサイバトロン以外にコンボイの名を持つ者がいる。ただし、これは現在のサイバトロン軍での基準ではなく、古代のセイバートロン星から移民した祖先からの名残で惑星指導者の証、役職に近いもの。そのため命名基準が他のコンボイとは異なっている。海外版ではまったく異なる名称になっている。
音速司令官 ニトロコンボイ / OverRide
第5話から登場。惑星スピーディアのリーダーであるコンボイ。近未来的なフォルムのレーシングカー（フォーミュラ1）に変形する。コンボイの名が付くトランスフォーマーとしての一人称は珍しく「俺」（他には『ビーストウォーズネオ』のビッグコンボイがいる）（ただし、海外版では女性として設定されているため、「私」になっている）。声は日本語版が土門仁、英語版がリサ・アン・ベレー、ニコール・オリバー。
命名基準は「惑星で最も速い者」。速さを求めて走り続けており、長い間、トップの座に君臨していたため、君傲慢で独善的な考えをするようになり、エクシリオン（後のエクシゲイザー）とのグレートレースを通じて正義に目覚め、サイバトロンの考えに賛同して入隊、第39話の回想ではスピーディアに戻り、オートランダーとスキッズとインチアップと共にムーを発掘した。
最終話である第52話はスピーディア代表として宇宙平和会議に参加し、スピーディアをエクシゲイザー（エクシリオンの強化形態）に任せ、同じく残るスキッズとインチアップと別れ、オートランダーとブレンダルと共に新スペースブリッジ建設隊のリーダーとして行った。その後のエピローグでは彼らと共にビークルモードに変形し、惑星を疾走している様子が描かれた。
フォースチップを後部（ビークルモード時に挿入）にイグニッションすることで、「マッハショット」を放ち、ロボットモード（この時は武器後部に挿入）での発動も可能になっている。必殺技は「マッハショットシューティングフォーメーション」とビークルモード時に放つ「ニトロブースト」。
終了後のジャンクションでは第49話でライブコンボイと共に担当した。
漫画版では第5話、最終話である第9話で登場。打ち切りの影響でアニメ版と比べると出番が少なかった。
データは全長は4.0m、重量は6.0t、スピードはマッハ5（ビークルモード時）、パワーは140万馬力になっている。
本来は男性型として玩具が作られたが、海外版ではOverRide（オーバーライド）という名称になり、女性として設定されているが、これは『ビーストウォーズ』のエアラザーの事例（元々女性だったキャラクターを日本で男性に変更した）とは逆に元々は男性として設定されていたキャラクターを海外版では女性に変更したものである。理由は海外の放送局から「もっと女性型トランスフォーマーを増やして欲しい」と要望されたためとされ、既存のキャラクターの中から、女性に変更しても違和感の少なかったため変更されている（変更された例はその他にもジョイライド（オートバイ型のトランスフォーマーの英名）がいる）。海外版では女性という設定もあって、地球人の少女であるローリとはまるで兄妹（海外版では姉妹）のように仲が良い。ちなみに日本版では恋愛について触れることが無かったが、海外版では彼女に対して恋心を持つ者もいる。
暗黒司令官 フレイムコンボイ / Scourge
第11話から登場。惑星アニマトロスのリーダーであるコンボイ。ドラゴン（竜）に変身する。武器はヘルフレイムアックス。コンボイの名が付くトランスフォーマーとしての一人称はニトロコンボイに続いて「俺」。声は日本語版が若本規夫、英語版がトレバー・デュバルで、第26話（日本語版では第27話）のみコリン・マードック。
命名基準は「惑星で最も強い者」。統率の取れていなかったアニマトロスを力で統治し、「力こそ全て」という考えを持ち、部下のダイノシャウトとテラシェーバーと共にマスターメガトロン（後のマスターガルバトロン）と手を組み、スピーディアに住むインチアップに続いてデストロンに寝返ってしまう。かつてはサイドスの弟子の一人でファングウルフの兄弟子だったが、当時のアニマトロスのリーダーの統治力不足が原因で荒廃したアニマトロスの未来を案じるあまり、サイドスと対立し、支配者となった。第22話でアニマトロスに訪れたローリの説得に応じてアニマトロスのプラネットフォースを引き渡したが、部下のダイノシャウトとテラシェーバーと共に手を組んでしまったマスターメガトロン（後のマスターガルバトロン）への義理立てとして第23話のアニマトロスの最終決戦では中立の立場となり、第27話で彼とサンダークラッカーとガスケットとデモリッシャーがスタースクリーム（後のスーパースタースクリーム）の罠に嵌められた際は救出のため、サイドスと部下をアニマトロスに残してデストロンに合流し、その後はギガロニアまで共に行動してしまっていた。しかし、マスターメガトロン（後のマスターガルバトロン）のような完全な悪の存在という訳ではなく、礼儀正しく思いやりがあり、弱きを助けて強きを挫く姿勢のため、心優しく勇敢な性格が本来の性格らしい。アニマトロスを力で支配する方針も苦渋の決断の末に出した自分なりの回答で、宇宙の平和を願っているのは各惑星のコンボイと同じである。実際、アニマトロスのリーダーとなってからは平和が保たれていた。危険を顧みずに説得したローリを「お嬢さん」と呼び、妹や娘、または母親のように思っており、彼女だけには頭が上がらず、ギガロニアでは第43話で攻撃の流れ弾が彼女に当たりそうになった際に本気で謝り、続く第44話でファングウルフの説得に応じて再び真のリーダー像について考えさせられ、さらに続く第45話で地球人の少年であるバドとの交流を深め、第47話でファングウルフと共にアニマトロスに戻ってデストロンから離反し、第49話でサイバトロンの仲間としてサイドスにアニマトロスの真のリーダーと認められ、彼らと部下のダイノシャウトとテラシェーバーと共に最終決戦に駆け付けた。
最終話である第52話ではアニマトロス代表として宇宙平和会議に参加、アニマトロスに戻ってプロレスの試合に出場し、1回戦でファングウルフを倒し、2回戦でライガージャック（ジャックショットの強化形態）と両者互角に戦い合っている最中にクロミアから受けたアプローチを全く聞く事なく、カウンターのアッパーカットで勝利を収め、サイドスにアニマトロスのリーダーと認められ、その際のインタビューでは「新スペースブリッジ建設隊のリーダーとして行ってみたい」と言い、新スペースブリッジ建設隊に行く彼らと部下のダイノシャウトとテラシェーバーと別れ、彼と共に残った。その後のエピローグでは大岩を持ち上げる修行をしている様子が描かれた。
フォースチップを背部（ビーストモード時に挿入）にイグニッションする事で、2つの竜の首が出現して三つ首竜になり、「デスフレイム」を放ち、ロボットモード（この時も背部に挿入）での発動も可能になっている。必殺技はヘルフレイムアックスによる「ヘルストライク」と「フレイムストライク」とビーストモード時に放つ「トリプルフレイムクラッシュ」と「フレイムクラッシュ」。
終了後のジャンクションでは第14話から第26話まで担当した（映像は第11話の流用で、第24話から第26話は未登場）。
第2期オープニング映像では、第38話からライガージャック（ジャックショットの強化形態）との対決シーンが描かれ、後に劇中では最終決戦後を描いた第52話でプロレス対決として実現している。
漫画版では第6話、第7話、最終話である第9話のラストページで登場。第9話ではアニメ版よりも先にサイバトロンの仲間になった。また、ここではデストロンに寝返っていない。打ち切りの影響でアニメ版と比べると出番が少なかった。
データは全長は5.5m、重量は16.0t、スピードは400キロ（ビーストモード時）、パワーは320万馬力になっている。
海外版ではScourge（スカージ）という名称になっている。
航空司令官 ライブコンボイ / Evac
第25話から登場。過去に地球へ移り住んだ移民団のリーダーであるコンボイ。ヘリコプター（モデルは救助用ヘリコプター）に変形する。武器は左腕部に配されたジャイロソーサー。一人称はコンボイの名が付くトランスフォーマーとしては初の「僕」だが、偶にギャラクシーコンボイに続いて「私」（漫画版では一貫している）になる。声は日本語版が平田広明、英語版がビル・マンディ。
命名基準は不明。穏やかで冷静な性格を持ち、パートナーのオートボルトと共に地球人から怪物と妖怪として知られているモンスタートランスフォーマーの脅威から地球を守っており、モンスターハンター（規律を乱した仲間の封印）をしていたが、スタースクリームが封印を解いたことをきっかけにオートボルトと共にサイバトロンに入隊した。第27話で過去に川で溺れていた少年時代のフランクリンを救助した事が判明した。
最終話である第52話はフランクリンを乗せ、地球代表として宇宙平和会議に参加、地球に戻ってオートボルトとデモリッシャーと元デストロンのサンダークラッカーと共に地球平和協力隊を創設し、地球をオートボルトに任せ、意気投合したサイドスとロードストームと共に新スペースブリッジ建設隊のリーダーとして行った。その後のエピローグではビークルモードに変形し、彼らと改心したモンスタートランスフォーマー6体と共に氷の惑星に行き、探索している様子が描かれた。
フォースチップをジェットノズル後部（ビークルモード時に挿入）にイグニッションすることで、「ホーミングミサイル」と「ジェットミサイル」と「ジェットブースター」を放ち（ただし、ロボットモードでは「ジェットブースター」だけ発動不可能になっている）、ロボットモード（この時は背部に挿入）での発動（第50話で発動し、「ジェットミサイル」だけ発動したが、設定上では「ホーミングミサイル」も発動可能になっている）も可能になっている。必殺技はジャイロソーサーによる「ジャイロスピニングシールド」と「ジャスティスホーミングキャノン」。
終了後のジャンクションでは第49話でニトロコンボイと共に担当した。
漫画版では第8話、最終話である第9話で登場。打ち切りの影響でアニメ版と比べると出番が少なかった。
データは全長は4.2m、重量は6.0t、スピードはマッハ4（ビークルモード時）、パワーは135万馬力になっている。
空を飛ぶビークルをモチーフにした司令官は『トランスフォーマーV』のスターセイバーに次いで2人目である。
海外版ではEvac（イーバック）という名称になっている。
巨神司令官 メガロコンボイ / MetroPlex
第40話から登場。惑星ギガロニアのリーダーであるコンボイ。バケットホイールエクスカベーター風の巨大建設車に変形する。武器はメガロアックス。コンボイの名が付くトランスフォーマーとしての一人称はニトロコンボイとフレイムコンボイに続いて「俺」。マイクロンのホリブル / Drillbit（削岩車に変形）をパートナーにしている。声は日本語版が木村雅史、英語版がロン・ヘイルダー。
命名基準は不明。威勢の良い親分肌で、各惑星のコンボイの中で一番大きく、ギャラクシーコンボイが膝下辺りのサイズ対比となる。また、ギガロニアは絶えず新築工事を続けていることから親方とも言われる。「安全第一」をモットーとし、最初は「捨てた町に立ち入るな」という掟に従い、サイバトロンがギガロニアの最下層に行くことを良しとしなかったが、ギガロニアを防衛するため、サイバトロンに協力する。
最終話である第52話ではギガロニア代表として宇宙平和会議に参加、全員で新スペースブリッジ建設隊に行くことを決意し、それぞれニトロコンボイとオートランダーとライガージャック（ジャックショットの強化形態）と共に他の惑星に行くブレンダルとモールダイブと別れ、ダイノシャウトとテラシェーバーと共に新スペースブリッジ建設隊のリーダーとして行った。その後のエピローグでは彼らとシグナルランサーとロングラックとクレーン車型のトランスフォーマー2体と共に施設の建築を行っている様子が描かれた。
フォースチップをメガロアックス（ロボットモード時に挿入）にイグニッションすることで、「メガロクラッシュ」（第40話で発動）と「メガロブーメラン」（第50話で発動）が発動する（ただし、ビークルモードでは発動不可能になっている）。必殺技はメガロアックスをふるうことで突風を起こす「アックスカッター」（第40話で発動）。
第2期エンディング映像では第28話から第39話までシルエットだったが、第40話から解禁された。第2期オープニング映像では第38話から第40話までシルエットだったが、第41話から解禁された。
終了後のジャンクションでは第40話で担当した。
漫画版では最終話である第9話のラストページで登場。連載時にアニメ版では当初未登場だったためシルエットになっていた。打ち切りの影響でアニメ版と比べると出番が少なかった。
ロボットモードでは胴体と脚を縮めた中間形態にも変形でき、玩具でも再現可能になっている。
データは全長は20.0m 、重量は120.0t、スピードは時速450キロ（ビークルモード時）、パワーは300万馬力になっている。
海外版の名称である「MetroPlex（メトロプレックス）」は『2010』に登場した同名のキャラクターに準じており、頭部の形状などもよく似ている。

### 悪のコンボイ・黒いコンボイ
メガトロンの操り人形だった、初代トランスフォーマーに登場したクローンコンボイをカウントしなければ、ブラックコンボイ（Scourge）が最初の悪のコンボイであるといえる。
また、シリーズによって名称が異なる場合もあるが、司令官本人という設定のブラックバージョンとして発売されることも多い。潜入時の姿や悪に染まった姿など様々な設定があり、エンブレムがサイバトロン（オートボット）のものもあればデストロン（ディセプティコン）のものもある。

#### スカージ（Scourge）
オリジナルは『2010』でのデストロン兵士であったがマトリクスを手に入れ、パワーアップした経緯があるため、様々な作品で登場する悪のコンボイの名称として使われることが少なくなく、フレイムコンボイも『TRANSFORMERS CYBERTRON』ではScourgeの名称で登場している。
暗黒司令官 ブラックコンボイ / Scourge
『カーロボット』に登場。海外版の『Transformers: Robots In Disguise』ではScourgeの名称となっている。
元々は地球のガイアエネルギーを守るために設置されたシステムを正常に起動させるために派遣されたサイバトロン戦士で、エンジェルマウンテンに眠っていたサイバトロンのプロトタイプをギガトロンが強奪し、タンクローリーとファイヤーコンボイ（と、タンクローリーに乗っていたジュンコ）をスキャニングしたことで誕生した。その誕生の経緯ゆえに「ギガトロンとファイヤーコンボイの子供」と呼ばれる。
性格はスキャン元のファイヤーコンボイと正反対で、冷酷で残虐。後半はデビルギガトロンの地位を奪う機会を虎視眈々と狙う野心家として暗躍した。
なお、玩具はG2バトルコンボイを流用しており（カラーリングが異なるのみ）、コンバットロンのマークもG2期のサイバトロンマークを逆さにしたものとなっている。
スカージ（マイクロン伝説版）
コンボイの心の闇が具現化したもの。スカージは玩具を販売する際につけられた名称で、作中ではブラックコンボイとも。英語版の名称はNemesis Prime。
グランドスカージ
プラモ版掲載コミック『コンボイVSスカージ』に登場した謎のデストロン戦士。勝つためには手段を選ばない冷酷な性格で「サイバトロンの敵」と名乗るが、一方でコマンドジャガーも倒しているなどその目的は不明になっている。
グランドコンボイ同様のグランドフォースと同型のサポートメカを持ちそれぞれ「ダイブ1」 （サブマリン4と同型。左脚に合体）「クラッシャー2」（ディガー3と同型。左腕に合体）、「フレイム3」（ファイヤー1と同型。右腕に合体）、「トルネード4」 （ジャイロ2と同型。右脚に合体）があり、グランドクロスで「グランドスカージハイパーモード」にパワーアップし、コンボイ用のグランドフォースとの強制合体も可能となっている。

#### スカージ以外のコンボイ
ブラックライオコンボイ
『ビーストウォーズII』第18話で登場した黒いライオコンボイ。タスマニアキッドが惑星ガイアの遺跡から発見したコピーマシンによって作られた。
秘密司令官 リバースコンボイ（Rebirth Convoy）
『ロボットマスターズ』に登場。
同作品は様々な世界のトランスフォーマーたちが時空を超えて初代（G1）の世界に集結するストーリーだが、リバースコンボイはどの作品にも登場しないオリジナルのキャラクターである。惑星ビーコン出身の戦士で、エネルギー工学の権威でもある。だが、その実態は行方不明になっていた初代メガトロン（G1メガトロン）が本来のリバースコンボイの持つブラックホール連結システムを利用して身体を乗っ取り（「コピーした」という説もあり）復活した姿である。主砲であるメガブラスター後部に隠された第2の頭部を出すことで闇の破壊大帝リバースメガトロン（Rebirth Megatron）としての本性を現す。
ネメシスプライム（Nemesis Prime）
G1（初代）の世界からG2、『ビーストウォーズ』を経て繋がる海外版のシリーズ『トランスフォーマー ユニバース』にはユニクロンによりOptimus Prime / 初代コンボイ（G1コンボイ）を複製した存在として登場。胸にデッド・マトリクスを持つ。姿形は『ビーストウォーズネオ』のビッグコンボイに酷似している。当時のブラックビッグコンボイとは異なるパターンのブラックバージョンである。日本ではジャスコ限定商品として発売された。
また、これとは別に『トランスフォーマー バイナルテック』の海外版『ALTERNATORS』にもNemesis Primeが登場している。こちらは同シリーズ中でダッジラムSRT-10へのトランスフォーム能力を得たOptimus Primeと同じ姿を持つ。日本では『ALTERNATORS』のNemesis Primeを『バイナルテック』のブラックコンボイの名称で、イベントおよびネット通販限定でそれぞれ国内販売が実現している。設定的には、Dr.アーカビルがユニクロンから支援を受けて作ったコンボイのクローンであり、『バイナルテック』の物語終盤においてかなり重要な役割を担ったキャラクターとして登場している。いずれのNemesis Primeもディセプティコン（デストロン）側のエンブレムを持つユニクロンの眷族である。
『オルタニティ』ではコンボイ（スーパーブラック）が、かつてユニクロンに作られた悪のコンボイでありコミックタイトルにもNemesisという言葉を入れるなど、Nemesis Primeに基づいた設定になっている。
『超ロボット生命体 トランスフォーマー プライム』では、オプティマスプライムのデータを収集して生み出された遠隔操縦で操作されるロボットが虚像兵士 ネメシスプライムとして登場した。また、ネメシスプライムとは別にダークエネルゴンから身を守るために黒いコーティングを施したという設定のダークガード オプティマスプライムも「サイバトロンサテライト」限定で発売されている。
『参乗合体 トランスフォーマーGo!』においては別次元に存在する悪のハンターオプティマスプライムという設定の虚像司令官 ハンターネメシスプライムが発売。「サイバトロンサテライト」限定。
『トランスフォーマー アドベンチャー』で発売された虚像兵士 ネメシスプライムは『プライム』の同名キャラクターとは異なる存在で、オプティマスプライムの偽物という設定になっている。
実写映画版では『トランスフォーマー/ロストエイジ』において「トランスフォーマー博」限定商品のネメシスプライム（ブラックコンボイ）が発売されている。オプティマスプライム（コンボイ）の複製品で自分を作り出した人類に報復することが目的。唯一の相棒はネメシスグリムロック。
国内で新たなコンボイがオプティマスプライムの名で呼ばれるようになってからは、ネメシスプライムという名称がブラックコンボイと同義で用いられることも多い。
破壊大帝オプティマスプライム（コンボイ） (Optimus Prime)
『トランスフォーマー シャッタード・グラス』に登場する、悪のオートボットのリーダー。詳細は上記を参照。
ダークサイドオプティマスプライム
オプティマスプライムの暗黒面が実体化した存在。『トランスフォーマー ユナイテッド』では「東京おもちゃショー2011」限定、『トランスフォーマー/ダークサイド・ムーン』ではローソン限定。
類似したキャラクターとして『ロストエイジ』のブラックナイトオプティマスプライムがおり、アーマーナイトオプティマスプライムの深層世界にいる表裏一体の存在。トイザらス限定の販売になっている。

## コンボイと関連性が深いキャラクター

### ジンライ
日本国内版独自のシリーズ『トランスフォーマー 超神マスターフォース』に登場するサイバトロンのゴッドマスター。詳細はジンライを参照。

### プライマルプライム（PrimalPrime）
海外版の初代（G1）、G2、そして『ビーストウォーズ』の延長線上に位置するシリーズ『トランスフォーマー ユニバース』などに登場するレッカーズ（WRECKERS）の戦士。本作品におけるレッカーズとは、新旧のサイバトロン、デストロンからなる混成の精鋭部隊である。
クイックストライク（Quickstrike）のアーマーとビーストコンボイ（OptimusPrimal）をスキャンしたデータ、そして、初代コンボイ（G1コンボイ）（Optimus Prime）のマトリクスを使って誕生した。ゆえにパワードコンボイ（OptimalOptimus）と同等の姿と能力を有し、そのカラーリングは初代コンボイ（G1コンボイ）に酷似した物となっている。『ビーストウォーズ』終了後に太古の地球で復活したタランスの陰謀を阻止するためにVOK（エイリアン）によって作られた存在である。その後はセイバートロン星にてロディマス（Rodimus）の指揮するレッカーズに合流した模様。
玩具はハスブロ社より『BEAST MACHINES』のラインで限定発売されたパワードコンボイの初代コンボイカラーといった趣だった。日本国内でもトイザらス限定商品として販売された。

### 白いコンボイ（ウルトラマグナス）
昨今はコンボイの新作アイテムが発売されるたびに、カラーバリエーションとして黒いコンボイに「悪側のコンボイ」もしくは「特殊任務遂行中の姿」といった設定を付加して発売することが恒例化している。これと同じくして「マスターピース」以降、白いコンボイをサイバトロンのシティコマンダーウルトラマグナス（Ultra Magnus）として発売することも頻繁化している。
これは初代ウルトラマグナス（G1ウルトラマグナス）が玩具上において、キャリーカーの牽引車部分がコンボイと同型のロボットに変形し、さらにキャリー部と合体して大型ロボットとなる仕様だったことに由来する。そもそもはダイアクロン時代にバトルコンボイの初代コンボイ（G1コンボイ）の別バージョンだったパワードコンボイがウルトラマグナスのベースであるためだが、トランスフォーマーシリーズのアニメではキャリーカーから直接ウルトラマグナス（大型ロボット）に変形する演出が採られ、中にコンボイと同型ロボットが内蔵されていることは触れられなかった。だが、2002年発表の米国ドリームウェーブ版コミックにおいて、玩具のようにアーマーを解除し、中のロボットの姿を現して活躍するウルトラマグナスの姿が初めて描かれ、それ以降コンボイの白いカラーバリエーションをウルトラマグナスとして発売する機会が増えた。
また、「コンボイのリカラー＝ウルトラマグナス」として商品化されてしまうことが多く、ウルトラマグナスとしての新規玩具化の機会に恵まれないといった意見も存在する。
なお、ウルトラマグナスと初代コンボイ（G1コンボイ）との関係性は明確化でない。

### センチネルプライム

#### センチネルプライム（コミック版/Sentinel Prime）
マーヴェルコミック版で登場した初代コンボイ（G1コンボイ）の前のマトリクス継承者。グレートウォーで戦死。ドリームウェーブ版とIDW版ではメガトロンに殺された。

#### センチネル（アニメイテッド版/Sentinel Prime）
かつてのオプティマスプライム（コンボイ）の友人でエリートガードの一員。行方不明になったエリータ1（エリータワン）を救えなかったことから、オプティマスプライム（コンボイ）との関係が微妙なものになってしまうが、ブラックアラクニアの正体がエリータ1（エリータワン）であることを知ったのをきっかけに和解した。第36話以降は重傷を負ったウルトラマグナスに代わって総司令官の代理を務めることとなる。また第4シーズン（シーズン4）では総司令官に昇格する予定であった。アースモードでは雪かき用ブレードを装備したモンスタートラック（大型除雪車）、サイバトロンモードでは六輪車に変形する。第4シーズン（シーズン4）では総司令官に昇格してエリートガード総司令官 センチネルマグナス（Sentinel Magnus）になる。新たにデザインが変更されている。
原語版の声はタウンゼンド・コールマンが、日本語版は諏訪部順一が担当。

#### センチネルプライム（実写映画版/Sentinel Prime）
声優は英語版がレナード・ニモイが、日本語版は勝部演之が担当。
オプティマスプライム（コンボイ）の前任にあたるオートボット総司令官で元司令官であり、オプティマスプライム（コンボイ）の師匠でもある。はるか昔、オートボットとディセプティコンの戦いの最中に故郷を脱出。宇宙船アークとともに月に不時着した。1969年、アポロ11号の船長であるニール・アームストロングにより発見される。第2作目『トランスフォーマー/リベンジ』でオールスパークの文字を転写されたサム・ウィトウィッキーが語った際に挙げられたプライムの一人であり、第3作目『トランスフォーマー/ダークサイド・ムーン』で月に墜落していた宇宙船アークの残骸の中から発見される。月面にて仮死状態になっていたが、オプティマスプライム（コンボイ）によってマトリクスの力で復活する。しかし惑星サイバトロンであるサイバトロン星脱出時よりメガトロンと密かに結託しており、地球の人間や資源を使い、惑星サイバトロンであるサイバトロン星を復興するためにディセプティコンと手を組み地球のオートボットと対立する。本作品の真のメインヴィランにして最大の敵。中盤、本性を現しアイアンハイドを武器の腐食銃で殺害（小説版では前作の『トランスフォーマー/リベンジ』本作品では登場しなかったザ・ツインズのスキッズ（エンドロールではツインズ(1)の名前でクレジットされている。）とマッドフラップ（エンドロールではツインズ(2)の名前でクレジットされている。）が登場しているが、いずれもアイアンハイドと共に武器の腐食銃で殺害。）。惑星サイバトロンであるサイバトロン星を地球の軌道上に転送し、地球人を奴隷として惑星サイバトロンであるサイバトロン星を復興しようとする。シカゴの戦いではスペース・ブリッジのコントロールに専念していたが、ショックウェーブが倒され、コントロールの柱が狙撃されたのを機に遂に出陣。オプティマスプライム（コンボイ）と一騎討ちの激しい戦いを繰り広げ、最期はオプティマスプライム（コンボイ）の右腕を切り落として敗北寸前まで追い詰めるものの、リーダーの座を奪われることを危惧したメガトロンに背後から不意打ちされて重傷を負い、その後オプティマスプライム（コンボイ）によって胸部と頭部をフュージョンカノンで撃ち抜かれて死亡した。
小説版と脚本の初期案をベースとしたノベライズ版では末路が異なっている。終盤でオプティマスプライム（コンボイ）と自身の戦闘にメガトロンが介入するところまでは実写映画版と同じだが、自身が致命傷は負わずに怯んだだけで、メガトロンが倒れていたオプティマスプライム（コンボイ）に手を差し伸べて共闘し、対立する。その後のオプティマスプライム（コンボイ）とメガトロンを相手に圧倒的強さをみせる。しかし、メガトロンの不意打ちを受けた際に落とした腐食銃をオプティマスプライム（コンボイ）が戦いの中で拾い上げ、オプティマスプライム（コンボイ）に腐食銃で胸部中央を撃ち抜かれて倒される。
第4作目『トランスフォーマー/ロストエイジ』ではシカゴの惨劇を引き起こした張本人として表向きは同じ略称を持つ、ロボット工学の一流企業ということになっているトランスフォーマーのテクノロジーを解析して自己のものにしようとする反トランスフォーマー組織「KSI（Kinetic Solutions Incorporated）」の研究施設で頭部の残骸のみが登場した。メガトロンの頭部と同様、トランスフォーマーの情報を抽出するために利用されている。
性格描写やデザインはショーン・コネリーを元にしており当初は声優候補には本人も挙がっていた。

### 人造コンボイ
コンボイに似た姿のTF、またはロボットも登場している。
巨銃兵士ギルトール
コミック版『超ロボット生命体物語ザ☆トランスフォーマー』に登場した亡霊スタースクリームが操るコンボイとメガトロンの能力をもつ大型トランスフォーマー。
C-X
コミック版『トランスフォーマー スターゲート戦役』に登場する、コンボイをモデルにアメリカ軍とサイバトロン共同で作られたA.I.ロボット。
エルデドロイド
e-HOBBY限定『マスターピースコンボイブラックver.』付属コミックに登場したコンボイタイプの遠隔操縦ロボット。
虚像兵士ネメシスプライム
『超ロボット生命体 トランスフォーマー プライム』に登場するオプティマスプライム（コンボイ）に酷似した人造トランスフォーマー。

### 僕らの町の司令官
『超ロボット生命体 トランスフォーマー プライム』放送に合わせ「サイバトロンサテライト」として各小売店に設定されたマトリクス型のディスプレイに載せられたオリジナルTF。各店舗で既存のEXコレクションをアレンジしたオリジナルのイラストが描かれている。
- ダイミクロンプライム（次世代ワールドホビーフェア'12 Summer、ダイアクロン版パワードコンボイ）
- サッポロプライム（札幌、アニメイテッド版オプティマスプライム）
- センダイプライム（仙台、プライム版バンブルビー）
- サイタマプライム（埼玉、映画版バンブルビー）
- ミトプライム（水戸、G1（初代）版ハウンド）
- イケブクロプライム（池袋、ロディマス）
- ギンザプライム（銀座、映画版オプティマスプライム（コンボイ））
- タチカワプライム（立川、オートボットスプリンガー）
- アキバプライム（秋葉原、プライム版アーシー）
- ユウラクチョウプライム（有楽町、映画版ジェットファイヤー）
- ヨコハマプライム（横浜、映画版ジャズ）
- カワサキプライム（川崎、G1（初代）版マイスター）
- ナゴヤプライム（名古屋、映画版アイアンハイド）
- ウメダプライム（梅田、G1（初代）版ラチェット）
- イタミプライム（伊丹、G1（初代）版スタースクリーム）
- ヒロシマプライム（広島、G1（初代）版トレイルブレイカー）
- フクツプライム（福津、映画版サイドスワイプ）
- イシノマキプライム（石巻、プライム版ジェットビーコン）
- ハカタプライム（福岡、プライム版クリフジャンパー）

## コンボイ番外編
コンボバット/OPTIMUS PRIMAL
ビーストコンボイの姿の一つだが、『ビーストウォーズ』がテレビ放映される以前に発売されたため、初期設定では（明示はしていないが）G1（初代）のオプティマスプライム自身が進化したものとなっていた。後に発売された赤い特別カラー版は初代コンボイ（G1コンボイ）の姿の一つとなっている。
オプティマスプライム（マシンウォーズ）
ヨーロッパ版サンダークラッシュの仕様変更品。アメリカの玩具専門店ケイビー限定のシリーズで、『マシンウォーズ』自身にバックグラウンドのストーリーは存在しない。
ペプシコンボイ
2005年12月にペプシとのコラボレーション企画として登場したコンボイ。初代コンボイ（G1コンボイ）の姿をしており、ペプシの3色を配したカラーリングをしている。トレーラーモードではペプシコーラのボトルやボトルキャップフィギュアを搭載できる。「NASAで誕生した、意思を持った金属にコンボイの姿を与えたもの」という設定。
コンボイ feat.NIKE FREE 7.0
スポーツレーベルシリーズ。地球のスポーツでデストロンとの平和的な決着を望んだコンボイが約1/2スケールのスニーカーに変形する。ウルトラマグナスを想起させるカラーリングのバリエーション違いもあり、そちらの付属カードには「彼は本当にコンボイなのであろうか?」という、意味深な言葉が書かれている。
オプティマスポテイトマス
Mr.ポテトヘッドとのコラボレーション企画。『トイストーリー』のMr.ポテトヘッドが変装した姿。
オプティマスプライム（TITANIUMシリーズより）
『タイタニウム』版。ドリームウェーブ版コミック『THE WAR WITHIN（ウォー・イズィン）』のデザインを元にしており、設定では400万年前のセイバートロン星時代の姿。
ディズニーレーベル ミッキーマウス
トランスフォーマー生誕25周年アニバーサリーアイテムのディズニーとのコラボレーション企画。バトルスーツを着たミッキーマウスが、トレーラーから変形するコンボイタイプのロボットに乗り込む。彩色版とモノクロ版が発売。
コンボイ BAPEver.
A BATHING APEとのコラボレーションで発売されたコンボイ。
Optimus Prime featuring Original PlayStation
PlayStationとのコラボレーション企画で、デザイナーは出雲重機。
レゴアイコンズ 10302 オプティマスプライム
レゴとのコラボレーション企画で、デザイナーはJoseph Patrick Kyde (ジョセフ・パトリック・カイド)。